# Список публикаций в «Роман-газете»

Ниже представлен список публикаций в Роман-газете. Исходная версия основана на каталоге, составленном В. Малюгиным.

## Список
| # А Б В Г Д Е Ё Ж З И К Л М Н О П Р С Т У Ф Х Ц Ч Ш Щ Э Ю Я |

### А
- Абдыроманов Ш.
  - Солдат. Рассказ; с киргизского. — № 10. — 1970.
- Абрамов Ф.
  - Братья и сёстры. Роман. — № 12. — 1959.
  - Дом. Роман. — № 6. — 1980.
  - Трава-мурава. Повести. — № 19. — 1984.
  - Житие Максима. Рассказ. — № 16. — 1996.
- Абсалямов А.
  - Огонь неугасимый. Роман; с татарского. — № 11, 12. — 1960.
  - Белые цветы. Роман; с татарского. — № 21, 22. — 1970.
- Абу-Бакар А.
  - Даргинские девушки. Повесть; с даргинского. — № 3. — 1964.
  - Снежные люди. Повесть; с даргинского. — № 22. — 1966.
- Авдеенко А.
  - Я люблю. Роман. — № 1. — 1934.
- Авижюс Й.
  - Деревня на перепутье. Роман; с литовского. — № 17. — 1966.
  - Потерянный кров. Роман; с литовского. — № 17, 18. — 1972.
- Адамович А.
  - Каратели. Повесть. — № 5. — 1981.
- Азаров, Юрий Петрович
  - Печора. Роман. — № 3-4. — 1990.
- Азери С.
  - Первый толчок. Повесть; с азербайджанского. — № 23. — 1982.
  - В тупике. Роман; с азербайджанского. — № 24. — 1990.
- Айтматов Ч.
  - Повести гор и степей; с киргизского. — № 16. — 1962.
  - Прощай, Гульсары. Материнское поле. Повести; с киргизского. — № 24. — 1966.
  - Две строки жизни. Повесть; с киргизского. — № 14. — 1977.
  - Повести; с киргизского. — № 17. — 1977.
  - Буранный полустанок. (И дольше века длится день…) — № 3. — 1982.
  - Плаха. Роман. — № 11/12. — 1987.
- Акобиров Ю.
  - Земля отцов. Роман; с таджикского. — № 21. — 1967.
  - Нурек. Роман; с таджикского. — № 24. — 1981.
- Акулов И.
  - В вечном долгу. Роман. — № 12. — 1968.
  - Крещение. Роман. Кн. 1. — № 13. — 1973; Кн. 2. — № 12. — 1975.
  - Касьян остудный. Роман. — № 16, 17. — 1983.
- Алексеев М.
  - Большевики. Роман. — № 3. — 1927.
  - Девятьсот семнадцатый. Роман — № 12. — 1927.
- Алексеев М. Н.
  - Солдаты. Роман. — № 3. — 1952.
  - Наследники. Повесть. — № 14. — 1957.
  - Вишнёвый омут. Роман. — № 11. — 1962.
  - Хлеб — имя существительное. Повесть в новеллах. — № 17. — 1964.
  - Карюха. Повесть. — № 16. — 1967.
  - Ивушка неплакучая. Роман. Кн. 1. — № 1. — 1971; Кн. 2. — № 11. — 1975.
  - Драчуны. Роман. — № 10/11. — 1982.
  - Рыжонка. Повесть. — № 16. — 1991.
  - Мой Сталинград. Роман. — № 1. — 1993; № 7. — 1998.
- Алексеев С. П.
  - Короткие истории. — № 8. — 1970.
- Алексеев С. Т.
  - Рой. Роман. — № 15-16. — 1988.
  - Крамола. Роман. — № 9, 10. — 1990; № 19, 20. — 1991.
  - Возвращение Каина. Роман. — № 17. — 1994.
- Алексеева А.
  - Кольцо графини Шереметевой. Повесть. — № 5. — 1998.
- Алексиевич С.
  - У войны не женское лицо. — № 10/11. — 1985.
- Алексин А.
  - Домашний совет. Повести. — № 11. — 1980.
  - Запомни его лицо. Повести. — № 6. — 1986.
- Алексис Ж.-С.
  - Генерал Солнце. Роман; с французского. — № 4, 5. — 1961.
- Амаду Ж.
  - Тереза Батиста, уставшая воевать. Роман; с португальского. — № 13. — 1977.
- Амосов Н.
  - Мысли и сердце. Повесть. — № 6, 7. — 1967.
- Ананд М. Р.
  - Два листка и бутон. Роман; с английского. — № 8. — 1955.
- Ананьев А.
  - Танки идут ромбом. — № 17. — 1963.
  - Межа. Роман. — № 7, 8. — 1971.
  - Вёрсты любви. Роман. — № 13, 14. — 1974.
  - Годы без войны. Роман. Кн. 1. — № 16. — 1976; Кн. 2. — № 1, 2. — 1980; Кн. 3. — № 4, 5. — 1982; Кн. 4. — № 13. — 1985.
- Андреев А.
  - Очень хочется жить. Повесть. — № 3. — 1958.
  - Рассудите нас, люди. Роман. — № 24. — 1962.
  - Берегите солнце. Роман. — № 1. — 1968.
  - Спокойных не будет. Роман. — № 3. — 1972.
- Андреев В.
  - Одна ночь, один день; с болгарского. — № 21. — 1969.
- Антонов М.
  - Провидец. Очерк. — № 2. — 1996.
- Антонов С.
  - Разорванный рубль. Повесть. — № 8. — 1966
  - Государственный герб. — № 8. — 1970.
- Антропов Ю.
  - Живые корни. Повесть в новеллах. — № 21. — 1979.
- Анчишкин В.
  - Арктический роман. — № 19, 20. — 1969.
- Апасов А.
  - Разгуляй. Роман. — № 10. — 1997.
- Ардаматский В.
  - Ленинградская зима. Повесть. — № 21. — 1971.
  - Суд. Роман. — № 17. — 1987.
- Арреола Х.
  - Истинно вам говорю. Рассказ; с испанского. — № 15. — 1991.
- Артамонов В.
  - Василий III. Роман. — № 23-24. — 1995.
  - Кудеяр. Роман. — № 19. — 2000.
- Артёмов В.
  - Обнажённая натура. Роман. — № 7-8. — 1999.
- Асеев Н.
  - Кремлёвская стена. Новая кремлёвская стена. Стихотворения. — № 10. — 1930.
  - Маяковский начинается. Повесть в стихах. — № 3. — 1940.
- Астафьев В.
  - Последний поклон. Повесть. Кн. 1. — № 2. — 1971; Кн. 2. — № 2, 3. — 1979.
  - Царь-рыба. Повествование в рассказах. — № 5. — 1977.
  - Печальный детектив. Роман. — № 5. — 1987.
  - Людочка. Рассказ. — № 4. — 1991.
  - Прокляты и убиты. Роман. Кн. 1. — № 3. — 1994; Кн. 2. — № 18. — 1995.
  - Весёлый солдат. Повесть. — № 6. — 1999.
  - Повести. Рассказы. — № 16. — 2000.
  - Рассказы. — № 5. — 2002.
- Атиас Г.
  - … И потекли деньги. Повесть; с испанского. — № 18. — 1974.
- Афанасьев А.
  - Грешная женщина. Роман. — № 20. — 1995.
  - Московский душегуб. Роман. — № 4. — 1997.
  - Зона номер три. Роман. — № 13. — 1999.
  - Ужас в городе. Роман. — № 15. — 2000.
  - Реквием по братве. Роман. — № 18. — 2001.
  - Гражданин тьмы. Повесть. — № 23, 24. — 2002.

### Б
- Бабаевский С.
  - Кавалер Золотой Звезды. Роман. — № 8—10. — 1948.
  - Свет над землёй. Роман. Кн. 1. — № 8. — 1950; Кн. 2. — № 6. — 1951.
  - Сыновий бунт. Роман. — № 15, 16. — 1961.
  - Родимый край. Роман. — № 2. — 1965.
  - Белый свет. Роман. — № 4, 5. — 1969.
  - Станица. Роман. — № 10. — 1976; № 15. — 1977.
  - Приволье. Роман. — № 12, 13. — 1981.
- Багров С.
  - «За Вологдой, во мгле». Очерк. — № 21. — 2001
- Баженов Г.
  - Рассказы. — № 14. — 1977
- Байбородин А.
  - Боже мой… Роман. — № 10. — 1996.
- Байдуков Г.
  - О Чкалове. — № 4. — 1939.
- Бакланов Г.
  - Меньший среди братьев. Повесть. — № 8. — 1987.
  - Навеки — девятнадцатилетние. Повесть. — № 10. — 1980.
- Балашов Д.
  - Бремя власти. Исторический роман. — № 7. — 1983.
  - Симеон Гордый. Роман. — № 9, 10. — 1988.
  - Ветер времени. Роман. — № 1, 2. — 1990.
  - Отречение. — № 13, 14. — 1991.
  - Святая Русь. Роман-эпопея. № 4-5. — 1992; № 13-14. — 1994; № 1. — 1995; № 19-20. — 1996; № 3. — 1997; № 14. — 1997.
  - Похвала Сергию. Роман. — № 3. — 1993.
  - Деметрий из Херсонеса. Повесть. — № 2. — 1998.
  - Любовь. Повесть; На «Седове» вокруг Европы. Повесть; рассказы. — № 3. — 1999.
  - Воля и власть. Роман. — № 5-6. — 2000.
  - Бальтазар Косса. Роман. — № 3—4. — 2002.
- Баллард Дж.
  - Конец. Рассказ; с английского. — № 15. — 1991.
- Балтушис Ю.
  - Рассказ партизана; с литовского. — № 10. — 1970.
  - Сказание о Юзасе. Роман; с литовского. — № 6. — 1982.
- Барат Л.
  - Веснянка; с венгерского. — № 21. — 1969.
- Барбюс А.
  - В огне. Роман; с французского. — № 10. — 1927.
  - Сталин; с французского. — № 4, 5. — 1936.
- Бардин И.
  - Осуществление мечты. — № 11. — 1994.
- Барто А.
  - Найти человека. — № 14. — 1969.
- Баруздин С.
  - Повторение пройденного. Роман. — № 23. — 1964.
  - Повести о женщинах. — № 20. — 1968.
  - Само собой. Повесть. — № 12. — 1983.
- Бахревский В.
  - Голгофа патриарха Тихона. Роман. — № 11. — 2001.
- Бедный Б.
  - Девчата. Повесть. — № 22. — 1961
- Бек А.
  - Молодые люди. Роман. — № 1. — 1955.
  - Жизнь Бережкова. Роман. — № 11, 12. — 1956.
  - Резерв генерала Панфилова. Повесть. — № 11. — 1961.
  - На другой день. Роман. — № 4. — 2003.
- Белов В.
  - Повести. — № 13/14. — 1982.
  - Всё впереди. Роман. — № 6. — 1987.
  - Кануны. Роман. — № 15, 16. — 1989.
  - Год великого перелома. Роман. — № 9. — 1991; № 7. — 1994.
  - Медовый месяц. Повесть. — № 16. — 1996.
  - Час шестый. — № 10. — 1998.
  - Медовый месяц. Повесть; рассказы. — № 5. — 1999.
  - Тяжесть креста. Воспоминания о В. М. Шукшине. — № 8. — 2001.
  - Рассказы. — № 10. — 2002.
- Беляев А.
  - Приказано сохранить. Повесть. — № 10/11. — 1985.
- Беляева Л.
  - Очарование вчерашнего дня. Роман. — № 7. — 2001.
- Бенюх О.
  - Джун и Мервин. Роман. — № 5/6. — 1985.
  - Княгиня. Замоскворецкая быль. Рассказ. — № 18. — 1996.
- Берберова Н.
  - Чайковский. — № 16. — 1994.
- Берггольц О.
  - Дневные звёзды. — № 15. — 1960.
  - Ленинский призыв. — № 8. — 1970.
  - Возвращение мира. — № 10. — 1970.
- Берёзко Г.
  - Ночь полководца. Повесть. — № 3. — 1948.
  - Сильнее атома. Роман. — № 24. — 1959.
  - Дом учителя. — № 1, 2. — 1975.
  - Вечер воспоминаний. Повесть. — № 1. — 1977.
- Бертон П.
  - Вклад Б. Дурстина Грабла в развитие рекламы. Рассказ; с английского. — № 15. — 1991.
- Бехер И.
  - Грядущая война. Роман; с немецкого. — № 1. — 1927.
- Бирзе М.
  - И подо льдом река течёт. Повесть; с латышского. — № 24. — 1958.
- Бирюков Н.
  - Чайка. Роман. — № 1, 2. — 1948.
- Блинов А.
  - Счастье не ищут в одиночку. Роман. — № 15. — 1969.
  - Алёшкина легенда. Рассказ. — № 10. — 1970.
- Бобров Н.
  - Чкалов. — № 5-6. — 1941.
- Богомолов В.
  - В августе сорок четвёртого… Роман. — № 9, 10. — 1975.
  - Первая любовь. Рассказ. — № 10. — 1995.
- Бодсворт Ф.
  - Чужак с острова Барра. Роман; с английского. — № 6. — 1976.
- Бойко И.
  - Успеть до заката. Повесть. — № 24. — 1982.
- Боков А.
  - Багровые зори. Роман; в ингушского. — № 24. — 1976.
- Бондарев Ю.
  - Последние залпы. Повесть. — № 17. — 1959; № 20. — 1997.
  - Тишина. Роман. — № 2. — 1963.
  - Горячий снег. Роман. — № 4, 5. — 1970.
  - Берег. Роман. — № 23, 24. — 1975.
  - Мгновения. — № 20. — 1978.
  - Выбор. Роман. — № 8. — 1981.
  - Игра. Роман. — № 2. — 1986.
  - Искушение. Роман. — № 13-14. — 1992.
  - Всё о нём же, всё о нём… Рассказ. — № 10. — 1995.
  - Непротивление. Роман. — № 14. — 1995, № 15. — 1996.
  - Он или я? Рассказ. — № 20. — 1997.
  - Бермудский треугольник. Роман. — № 3. — 2000.
  - Рассказ, микрорассказы. — № 19. — 2001.
- Бонфати С. М.
  - Сперанца. Роман; с итальянского. — № 12. — 1955.
- Боровик Г.
  - Пролог. Роман. — № 2, 3. — 1988.
- Боровицкая В.
  - Эпилог. Роман. — № 9. — 1996.
- Бородин, Леонид Иванович
  - Третья правда. Повесть. — № 4. — 1991.
  - Божеполье. Повесть. — № 15. — 1993.
  - Ловушка для Адама. Повесть. — № 6. — 1996.
  - Царица смуты (Повесть о Марине Мнишек). Повесть. — № 1. — 1997.
  - Повесть о любви, подвигах и преступлениях старшины Нефедова. Повесть. — № 24. — 2000.
- Бородин С.
  - Дмитрий Донской. Исторический роман. — № 6-8. — 1942.
- Бородкин Ю.
  - Кологривский волок. Роман. — № 18, 19. — 1982.
- Брагин М.
  - Полководец Кутузов. Исторический роман. — № 1, 2. — 1942.
- Брандыс К.
  - Граждане. Роман; с польского. — № 9, 10. — 1955.
- Браун Ф.
  - Кукольный театр. Рассказ; с английского. — № 15. — 1991.
- Бредель В.
  - Машиностроительный завод N и K. Роман; с немецкого. № 9. — 1932.
- Бровка П.
  - Когда сливаются реки. Роман; с белорусского. — № 7. — 1958
- Брыль Я.
  - Мать. Рассказ; с белорусского. — № 10. — 1970.
- Брэдбери Р.
  - Чепушинка (Everything Instead of Something). Рассказ; с английского. — № 15. — 1991.
- Бубеннов М.
  - Белая берёза. Роман Кн. 1. — № 4, 5. — 1948; Кн. 2. — № 1. 2. — 1953.
  - Орлиная степь. Роман. — № 9, 10. — 1960.
  - Стремнина. Роман. — № 19, 20. — 1971.
- Бубнис В.
  - Под летним небом. Роман; с литовского. — № 14. — 1976.
  - Час судьбы. Роман; с литовского. — № 22. — 1986.
- Буиса К.
  - Исповедь Гратса. Рассказ; с испанского. — № 15. — 1991.
- Буйлов А.
  - Большое кочевье. Роман. — № 21. — 1985.
- Буков Е.
- Молчание. Рассказ; с молдавского. — № 10. — 1970.
- Бурляев Н.
  - Пушкин. Киноповесть (совм. с В. Е. Орловым). — № 18. — 1998.
- Быков В.
  - Третья ракета. Повесть; с белорусского. — № 13. — 1962.
  - Повести огненных лет; с белорусского. — № 19. — 1964.
  - Дожить до рассвета. Обелиск. Повести; с белорусского. — № 24. — 1973.
  - Волчья стая. Повесть; с белорусского. — № 7. — 1975.
  - Его батальон. Повесть; с белорусского. — № 22. — 1976.
  - Пойти и не вернуться. Повесть; с белорусского. — № 1. — 1979.
  - Знак беды. Повесть; с белорусского. — № 2. — 1985.
  - Карьер. Роман; с белорусского. — № 19. — 1987.
  - Облава. Повесть; с белорусского. № 16. — 1991.
- Быстролётов А.
  - Путешествие на край ночи. — № 13. — 2000.
  - Человечность. — № 23. — 2001.

### В
- Ваншенкин К.
  - Графин с петухом. Повесть. — № 8. — 2000.
- Варела А.
  - Тёмная река. Роман; с испанского. — № 18. — 1974.
- Варламов А.
  - Рождение. Повесть. — № 16. — 1997.
  - Гора. Байкальская повесть. — № 19. — 1998.
  - Затонувший ковчег. Роман. — № 18. — 1999.
  - Купол. Роман. — № 18. — 2000.
  - Сплав, Ночь славянских фильмов. Рассказы. — № 3. — 2001.
- Василевская В.
  - Земля в ярме. Повесть; с польского. — № 1, 2. — 1940.
  - В борьбе роковой. Повесть; с польского. — № 13. — 1959.
- Васильев А.
  - В час дня, ваше превосходительство. Роман. — № 16, 17. — 1970.
- Васильев Б.
  - И был вечер, и было утро. Роман. — № 17. — 1999.
- Васильев И.
  - Депутатский запрос. Повести. — № 16. — 1986.
- Васильев Ю.
  - Ветер в твои папруса. Повесть. — № 12. — 1974.
- Вежинов П.
  - Барьер. Повесть; с болгарского. — № 8. — 1980.
- Вергасов И.
  - Останется с тобой навсегда. Роман. — № 22. — 1979.
- Вериссимо Э.
  - Пленник. Роман; с португальского. — № 23. — 1972.
- Вершигора П.
  - Люди с чистой совестью. — № 11, 12. — 1946.
- Вильяр А.
  - Супруги, любившие уединение. Рассказ; с испанского. — № 15. — 1991.
- Виноградская С.
  - Концерт Шаляпина. — № 8. — 1970.
- Винокуров Е.
  - Двадцать пятого года рожденья. Стихотворение. — № 10. — 1995.
- Вирта Н.
  - Одиночество. Роман. — № 6. — 1936.
  - Закономерность. Роман. — № 7—9. — 1939.
- Вишневский В.
  - Мы, русский народ. Роман. — № 1. — 1938.
- Войнич Э.
  - Овод. Роман; с английского. — № 1. — 1929.
- Волков В.
  - Горошины из одного стручка. Повесть. — № 18. — 1979.
- Волков, Олег Васильевич
  - Погружение во тьму. Роман. — № 6. — 1990.
  - Град Петра. Роман. — № 21-24. — 1992.
- Волкогонов, Дмитрий Антонович
  - Триумф и трагедия. Документальное произведение. — № 19, 20. — 1990; № 17, 18. — 1991.
- Волошин А.
  - Земля кузнецкая. Роман. — № 3, 4. — 1950.
- Вольф К.
- Расколотое небо. Роман; с немецкого. — № 12. — 1964.
- Ворфоломеев М.
  - Куст шиповника. Повесть. — № 19. — 1995.
- Воранц П.
- Герой. Рассказ; со словенского. — № 21. — 1969.
- Воробьёв Е.
  - Лявониха. Рассказ. — № 10. — 1995.
- Воробьёв К.
  - Убиты под Москвой. Крик. Повести. — № 9. — 1980; № 10. — 1995.
  - Это мы, господи!… (Дорога в отчий дом). Повесть. — № 8. — 2000.
- Воронин С.
  - Две жизни. Повесть. — № 5. — 1962.
  - Жизнеописание Ивана Петровича Павлова. Повесть. — № 20. — 1986.
  - Тихие люди. Повесть. — № 22. — 2000.
- Воронов Н.
  - Ранняя гибель. Рассказ. — № 10. — 1995.
- Ворфоломеев М.
  - Без берегов. Роман. — № 11. — 1997.
- Воскресенская З.
  - В ссылку. — № 8. — 1970.
- Вострышев М.
  - Павел I. Повесть. — № 9. — 2001.
- Высоцкий С.
  - Среда обитания. Роман. — № 4. — 1984.
  - Не загоняйте в угол прокурора. Роман. — № 16. — 1993.
  - По чужому сценарию. Роман. — № 3. — 1996.
  - Белая дурь. Повесть. — № 2. — 1997.

### Г
- Гагарин С.
  - Три лица Януса. — № 4. — 1984.
- Галимов Ф.
  - Златокрылая птица Хумай. — № 22. — 2018.
- Гамзатов Р.
  - Мой Дагестан; с аварского. Кн. 1. — № 14. — 1968; Кн. 2. — № 5. — 1973.
- Ганичев В.
  - Флотовождь. Роман. — № 6, 7. — 1992.
  - Тульский энциклопедист. Повесть; К общей пользе (Услужники человеческие…). — № 2. — 1996.
- Гашек Я.
  - Похождения бравого солдата Швейка. Роман; с чешского. — № 5, 15, 19. — 1930.
- Гейченко С.
  - Пушкиногорье. — № 1. — 1987.
- Генатулин А.
  - Атака. Повесть. — № 10/11. — 1985.
- Георгиевская С.
  - Серебряное слово. Повесть. — № 11. — 1955.
- Гинзбург Л.
  - Бездна. — № 21. — 1966.
- Гладков Ф.
  - Новая земля. Роман. — № 3, 4. — 1931.
- Глазунов И.
  - Россия распятая. Роман. — № 22-24. — 1996.
- Глушко, Мария Васильевна
  - Мадонна с пайковым хлебом. Роман. — № 8. — 1990.
- Годенко М.
  - Минное поле. Роман. — № 21. — 1964
  - Зазимок. Роман. — № 23. — 1970.
  - Полоса отчуждения. Повесть. — № 12. — 1980.
  - Потаенное судно. Роман. — № 18. — 1984.
- Головкина И.
  - Лебединая песнь. Роман. — № 21-24. — 1993.
- Гончар О.
  - Знаменосцы. Роман; с украинского. — № 11, 12. — 1948.
  - Злата Прага. Роман; с украинского. — № 8. — 1949.
  - Таврия. Роман; с украинского. — № 1. — 1954.
  - Перекоп. Роман; с украинского. — № 22, 23. —1957.
  - Человек и оружие. Роман; с украинского. — № 20, 21. — 1960.
  - Тронка. Роман в новеллах; с украинского. — № 13. — 1963.
  - Циклон. Роман; с украинского. — № 1. — 1972.
  - Бригантина. Повесть; с украинского. — № 15. — 1974.
  - Берег любви. Роман; с украинского. — № 10. — 1977
  - Твоя заря. Роман; с украинского. — № 15, 16. — 1981.
  - Собор. Роман; с украинского. — № 7. — 1987.
- Гончаров А.
  - Наш корреспондент. Повесть. — № 5. — 1953.
- Гончаров Ю.
  - Нужный человек. Повесть. — № 17. — 1974.
  - В сорок первом. Повесть. — № 18. — 1976.
  - Последняя жатва. Повесть. — № 6. — 1979.
  - Целую ваши руки. Повесть. — № 13. — 1986.
- Горбатов Б.
  - Наш город. Роман. — № 17, 18. — 1930.
- Горбачёв Н.
  - Звёздное тяготение. Повесть. — № 19. — 1968.
  - Битва. Роман. — № 10, 11. — 1978.
  - Белые воды. Роман. — № 22, 23. — 1985.
  - Перед концом света. Роман. — № 12. — 2000.
- Горбунов К.
  - Вестник добрый. Рассказ. — № 10. — 1970.
- Горбунов М.
  - Долгая нива. Роман. — № 24. — 1982.
- Городецкий С.
  - Алый смерч. Роман. — № 6. — 1927.
- Горышин Г.
  - Мой дядюшка Егор. Повесть; Сто роялей. Очерк; Рассказы. — № 18. — 1996.
- Горький М.
  - Дело Артамоновых. Роман. — № 5. — 1927.
  - Детство. Повесть. — № 9. — 1927.
  - Мои университеты. Повесть. — № 1. — 1928.
  - В людях. Повесть. — № 1. — 1930.
  - Рассказы. — № 1, 2. — 1932.
  - Егор Булычёв и другие. Пьесы. — № 6. — 1934.
  - В. И. Ленин. — № 8. — 1970.
- Гранин Д.
  - Искатели. Роман. — № 2, 3. — 1955.
  - После свадьбы. Роман. — № 6, 7. — 1959.
  - Иду на Грозу. Роман. — № 23. — 1962.
  - Повести. — № 10. — 1979.
  - Картина. Роман. — № 21, 22. — 1981.
  - Ещё заметен след. Повесть. — № 8. — 1986.
  - Зубр. Роман. — № 21. — 1988.
- Грибачёв Н.
  - Белый ангел в поле. Повесть. — № 22. — 1968.
  - День и две ночи. Рассказ. — № 10. — 1970.
  - День и две ночи. Рассказ. — № 10. — 1995.
- Грибов Ю.
  - Сороковой бор. Повесть. — № 18. — 1975.
- Грин Г.
  - Комедианты. Роман; с английского. — № 8. — 1967.
- Грин Э.
  - Ветер с юга. Роман. — № 8. — 1947
  - Другой путь. Роман. — № 10. — 1956.
- Громов Б.
  - Поход «Челюскина» (главы из книги). — № 7. — 1935.
- Гроссман В.
  - За крестами. Повесть. — № 13. — 1929.
  - Степан Кольчугин. Роман. Кн. 1. — № 9. — 1937; Кн. 2. — № 10-12. — 1938; Кн. 3. — № 6. — 1940.
  - Солдаты революции. Роман. — № 4. — 1941.
- Грюн, Макс фон дер
  - Местами гололёд. Роман; с немецкого. — № 23. — 1974.
- Гудзенко С.
  - Стихотворения. — № 10. — 1995.
- Гулиа Г.
  - Весна в Сакене. Повесть. № 1. — 1949.
- Гуляковский, Евгений Яковлевич
  - Веста. — № 5-6. — 1988.
- Гулям Х.
  - Бессмертие. Роман; с узбекского. — № 17. — 1981.
- Гуляшки А.
  - Семь дней нашей жизни. Роман; с болгарского. — № 5. — 1974.
- Гусаров Д.
  - За чертой милосердия. Роман-хроника. — № 13. — 1980.
- Гусев Б.
  - Затмение. Повесть. — № 16. — 1998.

### Д
- Дамбаев Г.-Д.
  - Гунсэма. Повесть; с бурятского. — № 24. — 1978.
- Дангулов С.
  - Дипломаты. Роман. — № 1, 2. — 1967.
  - Ночь. — № 8. — 1970.
  - Кузнецкий мост. Роман (Кн. 1). — № 15, 16. — 1973.
  - Заутреня в Рапалло. Роман. — № 8. — 1983.
- Данилов С.
  - Бьётся сердце. Роман; с якутского. — № 15. — 1972.
- Дементьев Н.
  - Замужество Татьяны Беловой. Роман. — № 5. — 1964.
- Дёгтев В.
  - Рассказы. — № 23. — 1994.
  - Рассказы. — № 15. — 2001.
- Дилов Л.
  - Женщины; с болгарского. — № 21. — 1969.
- Димитрова Б.
  - Страшный суд; с болгарского. — № 10. — 1971.
- Дин Лин
  - Солнце над рекой Сангань. Роман; с китайского (Л. Позднеева). — № 5. — 1950.
- Довженко А.
  - Ночь перед боем. Рассказ; с украинского. — № 10. — 1970.
- Долматовский Е.
  - Зелёная брама. — № 2. — 1983.
- Домела Г.
  - Кронпринц Германской республики; с немецкого. — № 11. — 1927.
- Домогацких М.
  - Южнее реки Бенхай. Роман. — № 1. — 1984.
  - Последний штурм. — № 5/6. — 1985.
- Доможаков Н.
  - В далеком аале. Роман; с хакасского. — № 2. — 1970.
- Дорба И.
  - Белые тени. Роман. — № 19. — 1983.
- Доржелес Р.
  - Кресты. Повесть; с французского. — № 16. — 1928.
- Доризо Н.
  - «Моя любовь — загадка века…» Стихотворения. — № 15. — 1991.
- Дорохов П.
  - Колчаковщина (художественная хроника). — № 2. — 1927.
- Друнина Ю.
  - Стихотворения. — № 10. — 1995.
- Дубов Н.
  - Родные и близкие. Повесть. — № 7. — 1981.
- Дудинцев, Владимир Дмитриевич
  - Белые одежды. Роман. — № 7, 8. — 1988.
- Думбадзе Н.
  - Я вижу солнце. Повесть; с грузинского. — № 15. — 1966.
  - Закон вечности. Роман; с грузинского. — № 17. — 1980.
- Дэвидсон Б.
  - Речные пороги. Роман; с английского. — № 23. — 1960.

### Е
- Евсеенко И.
  - Червонная дама, или Любовь и страдания гроссмейстера Шахова. Повесть. — № 17. — 1996.
  - Однодворец Калашников. Повесть. — № 11. — 2000.
  - Паломник; Седьмая картина. Повесть. — № 9. — 2002.
- Евтушенко В.
  - Дыхание весны. Повесть. — № 18. — 1976.
  - Ягодные места. Роман. — № 15. — 1983.
  - Гарусеновский летописец. Повесть. — № 12. — 1985.
- Екимов Б.
  - Холюшино подворье. Тарасов. Повести. — № 23. — 1986.
  - Путёвка на юг. Повесть; За тёплым хлебом. Повесть; Рассказы. — № 24. — 1989.
  - «Пресвятая дева-богородица…» Рассказ. — № 19. — 1995.
  - Высшая мера. Повесть. — № 18. — 1996.
  - Память лета; Наш старый дом. Повесть. — № 9. — 1999.
  - Пиночет. Повесть. — № 22. — 1999.
  - Рассказы. — № 22. — 2001.
- Емельянов Г.
  - Доменщики; Слово о Родине. Рассказы. — № 11. — 1994.
  - Душа народа. Рассказ. — № 11. — 1996.
- Ерёменко В.
  - Роковая спираль. Повесть. — № 22. — 2000.
- Ерёмин Д.
  - Золотой пояс. Роман. — № 4. — 1971.
  - Перед прыжком. Роман. — № 7. — 1980.
- Ефремов И.
  - Туманность Андромеды. Роман. — № 15. — 1959.

### Ж
- Жариков Л.

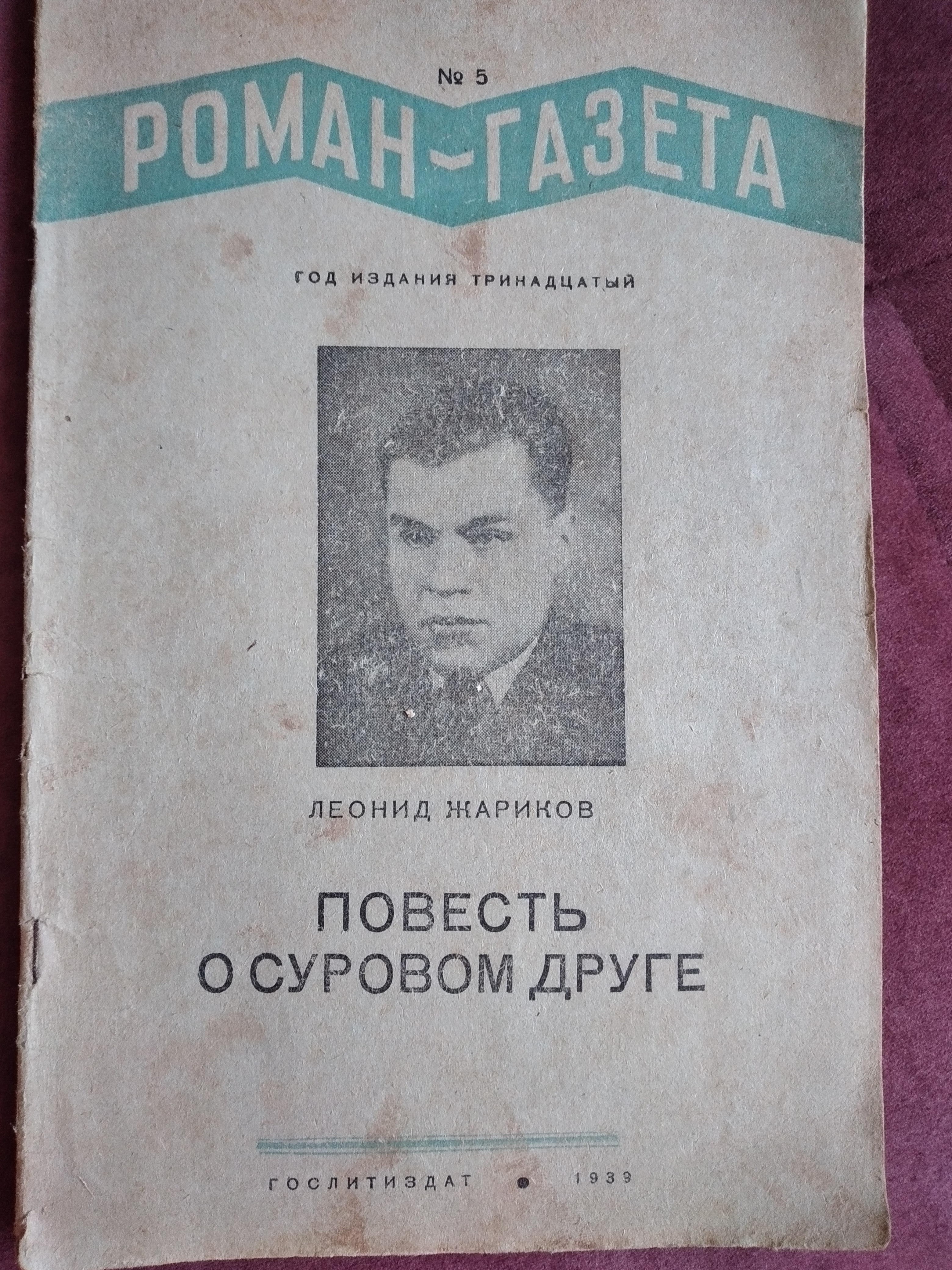

  - Повесть о суровом друге. — № 5. — 1939.
- Жига И.
  - Начало. Очерки. — № 2. — 1928.
- Жионо Ж.
  - Большое стадо. Роман; с французского. — № 12. — 1934.
- Жук А.
  - Рассказы; с белорусского. — № 14. — 1977.
- Жуков Ал. И.
  - Рассказы. — № 24. — 2001.
- Жуков Ан. И.
  - Дом для внука. Роман. — № 19. — 1980.
  - Судить Адама! Роман. — № 7. — 1990
- Жуков Д.
  - Владимир Иванович. Повесть. — № 14. — 1981.
- Жукровский В.
  - В каменоломне. Рассказ; с польского. — № 21. — 1969.

### З
- Заболоцкий А.
  - Шукшин в жизни и на экране: записки кинооператора. — № 10. — 1999.
- Загребельный П.
  - Разгон. Роман; с украинского. — № 14, 15. — 1980.
  - Я. Богдан. Исторический роман; с украинского. — № 14, 15. — 1986.
- Задорнов Н.
  - Гонконг. Роман. — № 15/16. — 1984.
- Зайцев Б.
  - Преподобный Сергий Радонежский. — № 3. — 1993.
  - Золотой узор. Роман. — № 21. — 1994.
- Зайцев Л., Скульский Г.
  - В далёкой гавани. Роман. — № 7, 8. — 1953.
- Закруткин В.
  - Плавучая станица. Роман. — № 9. — 1951.
  - Матерь Человеческая. Повесть. — № 9. — 1971.
- Залыгин С.
  - Тропы Алтая. Роман. — № 7, 8. — 1962
  - Солёная Падь. Роман. — № 4, 5. — 1968.
  - Комиссия. Роман. — № 19, 20. — 1976.
  - После бури. Роман. Кн. 1. — № 22, 23. — 1983; Кн. 2. — № 20, 21. — 1987.
  - Ирунчик. Повесть. — № 19. — 1998.
- Замойский П.
  - Лапти. Роман. Кн. 1. — № 4. — 1929; Кн. 2. — № 10, 22. — 1930.
  - Восход. Повесть. — № 6. — 1957.
- Зарев В.
  - День нетерпения. Роман; с болгарского. — № 19. — 1977.
- Зарудный М.
  - Гилея. Роман; с украинского. — № 24. — 1977.
- Зегерс А.
  - Восстание рыбаков. Повесть; с немецкого. — № 4. — 1930.
  - И снова встреча. Повесть; с немецкого. — № 8. — 1980.
- Зелинский С.
  - Чёрные тюльпаны; с польского. — № 21. — 1969.
- Земляк В.
  - Родная сторона (Полесская повесть); с украинского. — № 8. — 1958.
- Знаменский, Анатолий Дмитриевич
  - Красные дни. Роман. — № 1, 2. — 1989.
  - «Щоб не пропала казацка слава…» — № 9-10. — 1993.
  - Без покаяния. Повесть. — № 16. — 1993.
- Золотцев С.
  - У подножия Синичьей горы. Роман. — № 12. — 1999.
  - Камышовый кот Иван Иванович. Повесть. — № 4. — 2001.
- Зорин Д.
  - Русская земля. Роман. — № 17, 18. — 1967.
- Зульфикаров Т.
  - Первая любовь Ходжи Насреддина. Повесть. — № 14. — 2001.

### И
- Ибрагимбеков М. И.
  - И не было лучше брата. Повесть; с азербайджанского. — № 23. — 1982.
- Ибрагимов М.
  - Наступит день. Роман; с азербайджанского. — № 10, 11. — 1951
  - Слияние вод. Роман; с азербайджанского. — № 4, 5. — 1959.
  - Пери-хала и Ленин; с азербайджанского. — № 8. — 1970.
- Иванов А.
  - Тени исчезают в полдень. Роман. — № 8, 9. — 1964.
  - Вечный зов. Роман. Кн. 1. — № 11, 12. — 1971; Кн. 2. — № 1—3. — 1978.
  - Вражда. Повесть. — № 1. — 1981.
  - Повесть о несбывшейся любви. — № 2. — 1984.
- Ермак. Роман. — № 11-12. — 1993.
- Иванов В. В.
  - Пархоменко. — № 10—12. — 1939.
- Иванов В. Н.
  - Императрица Фике. Повесть. — № 5. — 1995.
  - Александр Пушкин и его время. Роман. — № 13. — 1995.
- Иванов Н. Ф.
  - Наружка. Повесть. — № 7. — 1997.
  - Вход в плен бесплатный, или Расстрелять в ноябре. Повесть. — № 4. — 1998.
  - Спецназ, который не вернется. Повесть. — № 15. — 1998.
  - Чистильщики. Повесть. — № 10. — 2000.
- Иллеш Б.
  - Тисса горит. Роман; с венгерского. Кн. 1. — № 3. — 1929; Кн. 2. — № 14. — 1930; Кн. 3. — № 10. — 1933.
  - Все дороги ведут в Москву. Роман; с венгерского. — № 3. — 1937.
- Ильенков В.
  - Солнечный город. Роман. — № 8. — 1935.
  - Большая дорога. Роман. — № 9, 10. — 1950.
- Ильин Я.
  - Большой конвейер. Роман. — № 2, 3. — 1934.
- Ильф И., Петров Е.
  - Одноэтажная Америка. — № 4, 5. — 1937.
- Инбер В.
  - Почти три года. — № 2. — 1947.
- Исаев Е.
  - Даль памяти. Суд памяти. Поэмы. — № 18. — 1978.
- Исбах А.
  - Крушение. Повесть. — № 13. — 1930.
- Истрати П.
  - Домница из Снагова. Повесть; с французского. — № 11. — 1928.

### К
- Казакевич Э.
  - Весна на Одере. Роман. — № 6, 7. — 1950.
  - Дом на площади. — № 6, 7. — 1956.
- Казаков Ю.
  - Долгие крики (Северный дневник). — № 12. — 1977.
- Казанцев А.
  - Купол надежды. Роман-мечта. — № 14. — 1984.
- Казанцев В.
  - Рассказы о Пушкине. — № 18. — 1998.
- Каипбергенов Т.
  - Каракалпак-намэ. Роман; с каракалпакского. — № 21-22. — 1991.
- Калашников И.
  - Разрыв-трава. Роман. — № 5, 6. — 1972.
- Калашников М.
  - От чужого порога до Спасских ворот. — № 1. — 1998.
- Калинин А.
  - Суровое поле. Роман. — № 18. — 1958.
  - Эхо войны. Цыган. Повести. — № 24. — 1963.
  - Гремите, колокола! Роман. — № 13. — 1970.
  - Возврата нет. Повесть. — № 17. — 1974.
  - Время «Тихого дона». — № 21. — 1975.
  - Цыган. Роман. — № 11, 12. — 1986.
  - Запретная зона. Роман; Братья. Рассказ. — № 11. — 1989.
- Камбулов Н.
  - Рубеж Григория Бурмина. Рассказ. — № 10. — 1970; № 10. — 1995.
  - Разводящий ещё не пришёл. Роман. — № 18. — 1968.
  - Ракетный гром. Роман. — № 3. — 1971.
- Канивец В.
  - Ульяновы. Исторический роман; с украинского. — № 11, 12. — 1970.
- Капица П.
  - Ревущие сороковые. Повесть. — № 22. — 1964.
  - Связные Ленина. — № 8. — 1970.
- Караваева А.
  - Крутая ступень. Повесть. — № 3. — 1932.
- Караславов Г.
  - Повести; с болгарского. — № 19. — 1967.
- Каргалов В.
  - За столетие до Ермака. Повесть. — № 6. — 2002.
- Карим М.
  - Долгое-долгое детство. Повесть; с башкирского. — № 4. — 1979.
  - Помилование. Повесть; с башкирского. Беспечальные времена; с башкирского. — № 23-24. — 1988.
- Карпов В.
  - Взять живым! Роман. — № 7. — 1977.
  - Повести. — № 11. — 1981.
  - Маршал Жуков, его соратники и противники в годы войны и мира. Документальное произведение. — № 11, 12. — 1991.
- Карпов Е.
  - Сдвинутые берега. Повесть. — № 9. — 1961.
  - Полководец. Повесть. — № 7-9. — 1985.
- Карцев А.
  - Ромб. Роман. — № 1. — 1933.
- Катаев В.
  - Белеет парус одинокий. Повесть. — № 11, 12. — 1936.
  - Я — сын трудового народа… Повесть. — № 12. — 1937
  - Сын полка. Повесть. — № 6. — 1946.
  - Зимний ветер. Роман. — № 19. — 1960.
- Каушутов А.
  - Семья охотника Кандыма. Расска; с туркменского. — № 10. — 1970.
- Каххар А.
  - Птичка-невеличка. Повесть; с узбекского. — № 16. — 1959.
  - Синий конверт. Рассказ; с узбекского. — № 10. — 1970.
- Келлерман Б.
  - Туннель. Роман; с немецкого. — № 11. — 1929.
- Кербабаев Б.
  - Небит-Даг. Роман; с туркменского. — № 1, 2. — 1960.
  - Чудом рождённый. Роман-хроника; с туркменского. — № 2. — 1969.
  - Капля воды — крупица золота. Роман; с туркменского. — № 24. — 1974.
- Кешоков А.
  - Вершины не спят. Роман; с кабардинского. — № 4, 5. — 12967.
  - Восход луны. Роман; с кабардинского. — № 5. — 1979.
  - Грушевый цвет. Роман; с кабардинского. — № 20. — 1982.
  - Сабля для эмира. Роман; с кабардинского. — № 14. — 1985.
- Киачели А.
  - Гвади Бигва. Роман; с грузинского. — № 7, 8. — 1940.
- Ким А.
  - Сбор грибов под музыку Баха. Роман. — № 20. — 1998.
  - Посёлок кентавров. Роман. — № 11. — 1999.
- Кин В.
  - По ту сторону. Роман. — № 9. — 1929.
- Киреев Р.
  - Говорите мне о любви… — № 1. — 1996; № 19. — 2002.
- Клименко В.
  - Петля Анубиса. Повесть. — № 18. — 2002.
- Князев Л.
  - Морской протест. Роман. — № 22. — 1984.
- Кожевников А.
  - Живая вода. Роман. — № 1, 2. — 1951.
- Кожевников В.
  - Заре навстречу. Роман. Кн. 1. — № 8. — 1956; Кн. 2. — № 20, 21. — 1957.
  - Знакомьтесь, Балуев. Повесть. — № 16. — 1960.
  - Щит и меч. Роман. — № 20—23. — 1965.
  - Особое подразделение. Повести. — № 1. — 1970.
  - О хлебе. Рассказ. — № 8. — 1970.
  - Март-апрель. Рассказ. — № 10. — 1970.
  - В полдень на солнечной стороне. Роман. — № 9, 10. — 1974.
  - Повести. — № 13. — 1979
  - Корни и крона. Роман. — № 3, 4. — 1983.
  - Март — апрель. Рассказ. — № 10. — 1995.
- Кожедуб А.
  - Лесовик. Повесть. — № 15. — 2001.
- Кожинов В.
  - Тютчев. Роман. — № 2. — 1994.
- Кожухова О.
  - Двум смертям не бывать. Повесть. — № 4. — 1975.
- Козаченко В.
  - Белое пятно. Повесть; с украинского. — № 14. — 1973.
- Козлов Ю. В.
  - Геополитический романс. Повесть. — № 23. — 1994.
  - Одиночество вещей. Роман. — № 6. — 1997.
  - Колодец пророков. Роман. — № 8. — 1998.
- Колесников М.
  - Атомград. Право выбора. Повести. — № 13. — 1971.
  - Изотопы для Алтунина. Роман. — № 19. — 1974.
  - Алтунин принимает решение. Роман. — № 15. — 1975.
  - Школа министров. Роман. — № 6. — 1978.
  - Занавес приподнят. Роман. — № 13, 14. — 1983.
- Колосов М.
  - Три повести. — № 8. — 1978.
  - Затмение. Повесть. — № 18. — 1979.
  - Три круга войны. Повесть. — № 5, 6. — 1983.
- Кольцов М.
  - Испанский дневник, Кн. 1. — 7, 8. — 1938.
- Колыхалов В.
  - Дикие побеги. Роман. — № 1. — 1969.
- Кондратьев В.
  - Овсянниковский овраг. Рассказ. — № 10. — 1995.
- Коновалов Г.
  - Истоки. Роман. Кн. 1. — № 9, 10. — 1959; Кн. 2. — № 14, 15. — 1970.
- Коптелов А.
  - Большой зачин. Роман. — № 12. — 1963.
  - Возгорится пламя. Роман. Кн. 1. — № 16. — 1965; Кн. 2. — № 16. — 1969.
- Коптяева А.
  - Иван Иванович. Роман. — № 11-12. — 1950.
  - Дружба. Роман. — № 11, 12. — 1954.
  - Дерзание. Роман. — 10, 11. — 1958.
- Корнилов В.
  - Семигорье. Роман. — № 16. — 1977.
  - Годины. Роман. — № 22-23. — 1987.
- Коротич В.
  - Ненависть. Роман в письмах. — № 20. — 1984.
- Кортасар Х.
  - Маленький рай. Микрорассказ; с испанского. — № 15. — 1991.
- Космач Ц.
  - Баллада о трубе и облаке; со словенского. — № 1. — 1973.
- Костомаров Л.
  - Десять кругов ада. Повесть. — № 20. — 1999.
  - Слово. Роман. — № 6. — 2001.
  - Страсти Вавилона. Роман. — № 13. — 2001.
  - Ветер Атлантиды. Роман. — № 22. — 2002.
- Котов М., Лясковский В.
  - Курган. Повесть. — № 4. — 1978.
- Кофиньо Л.-М.
  - Последняя женщина и близкий бой. Роман; с испанского. — № 11. — 1973.
- Кочар Р.
  - Возвращение сына. Рассказ; с армянского. — № 10. — 1970.
  - Наапет. Роман; с армянского. — № 6. — 1974.
- Кочетов В.
  - Журбины. Роман. — № 9, 10. — 1952.
  - Молодость с нами. Роман. — № 2, 3. — 1956.
  - Братья Ершовы. Роман. — № 15, 16. — 1958.
  - Секретарь обкома. Роман. — № 18, 19. — 1961.
  - Угол падения. Роман. — № 2, 3. — 1968.
- Кравченко И.
  - Солдатский остров. Повесть в новеллах; с украинского. — № 24. — 1978.
- Краснов П.
  - Шатохи. Рассказ. — № 24. — 1978; № 11. — 2000.
  - Рубаха; Поденки ночи. Рассказы. — № 19. — 1995.
  - Цесаревна. Роман. — № 5. — 1997.
  - Звезда моя, вечерница. Повесть. — № 5. — 2003.
- Кривицкий А.
  - Подмосковный караул. — № 9. — 1970.
- Кристи А.
  - Кража в миллион долларов. Рассказ; с английского. — № № 11. — 1992.
  - Тайна голубого кувшина. Рассказ; с английского. — № № 11. — 1992.
  - Тайна египетской гробницы. Рассказ; с английского. — № № 11. — 1992.
- Крон А.
  - Дом и корабль. Роман. — № 17, 18. — 1965.
- Кронин А.
  - Северный свет. Роман; с английского. — № 11. — 1959.
- Крупмн В.
  - Живая вода. Повесть. — № 15. — 1985.
  - Прощай, Россия, встретимся в раю. Слава богу за всё. Повести. — № 17. — 1995.
  - Костя отмучился. Повесть; Рассказы. — № 9. — 1997.
- Крупская Н.
  - Воспоминания о Ленине. — № 7. — 1930.
- Крустен Э.
  - Книга о Пексах. Роман; с эстонского. — № 20. — 1974.
- Крутилин С.
  - Липяги. (Из записок сельского учителя). Кн. 1, 2. — № 15. — 1964; Кн. 3. — № 1. — 1966.
- Крымов Ю.
  - Танкер «Дербент». Повесть. — № 9, 10. — 1938.
- Куваев О.
  - Территория. Роман. — № 3. — 1975.
- Кудинов В.
  - Неволя. Роман. — № 9. — 2000.
- Кузнецова А.
  - Земной поклон. Повесть. — № 21. — 1980.
  - Моя мадонна. Повести. — № 20. — 1985.
- Кузьмин Н.
  - Приговор. Роман. — № 9. — 1986.
- Кулиев К.
  - Чёрный караван. Роман; с туркменского. — № 4. — 1972.
- Куняев С.
  - Сергей Есенин. — № 11-12. — 1995.
- Куранов Ю.
  - Глубокое на Глубоком. Повесть. — № 18. — 1979.
  - Тепло родного очага. Повесть. — № 14. — 1987.
- Курилов С.
  - Ханидо и Халерха. Роман; с юкагирского. — № 22, 23. — 1969.
- Кустов Б.
  - Обретение достоинства. — № 11. — 1994.
- Куусберг П.
  - Капли дождя. Роман; с эстонского. — № 5. — 1978.
- Куэвильяс М.
  - Пастух и пришелец из космоса. Рассказ; с испанского. — № 15. — 1991.
- Кьюсак Д.
  - Жаркое лето в Берлине. Роман; с английского. — № 18. — 1963.
  - Солнце — это ещё не всё. Роман; с английского. — № 24. — 1970.

### Л
- Ла Гума А.
  - И нитка, втрое скрученная. Повесть; с английского. — № 10. — 1968.
  - В конце сезона туманов. Повесть; с английского. — № 10. — 1973.
- Лавров И.
  - Встреча с чудом. Повесть. — № 17. — 1961.
- Лагунов К.
  - Самотлор. Повесть. — № 3. — 1981.
- Лазутин И.
  - Борягин. Рассказ. — № 10. — 1995.
- Лалич М.
  - Раде Башич. Рассказ; с сербскохорватского. — № 21. — 1969.
- Лану А.
  - Майор Ватрен. Роман; с французского. — № 24. — 1957.
- Лауринчюкас А.
  - Вечные берёзы; с литовского. — № 9. — 1983.
- Лацис В.
  - К новому берегу. Роман; с латышского. — № 5, 6. — 1952.
  - Благодарность Тениса Урги. Рассказ; с латышского. — № 10. — 1970.
- Ле Гуин У.-К.
  - Мастера. Рассказ; с английского. — № 15. — 1991.
- Лебеденко А.
  - Лицом к лицу. Роман. — № 15, 16. — 1957.
- Леберехт Г.
  - Свет в Коорди. Повесть; с эстонского. — № 1. — 1950.
  - Дворцы Вассаров. Роман; с эстонского. — № 2, 3. — 1961.
- Левко В.
  - Моя судьба в Большом театре. — № 8. — 2002.
- Ленц З.
  - Урок немецкого. Роман; с немецкого. — № 13, 14. — 1972.
- Леонов Л.
  - Соть. Роман. — № 1, 2. — 1931.
  - Дорога на океан. Роман. № 1—3. — 1936.
  - Раздумья у старого камня. (Сборник). — № 13. — 1987.
- Леонтьев С.
  - Стихи. — № 11. — 1996
- Ли Х.
  - Убить пересмешника. Роман; с английского. — № 4. — 1964.
- Ли Ги Ён.
  - Земля. Роман; с корейского. — № 11, 12. — 1953.
- Либединский Ю.
  - Поворот. Повесть. — № 13. — 1928.
  - Рождение героя. Повесть. — № 11. — 1930.
- Липатов В.
  - Глухая мята. Повесть. — № 6. — 1961.
  - Стрежень. Смерть Егора Сузуна. Повести. — № 21. — 1963.
  - Деревенский детектив. — № 16. — 1968.
  - И это всё о нём. Роман. — № 7, 8. — 1976.
  - Игорь Саввович. Роман. — № 4. — 1980.
- Лиханов А.
  - Благие намерения. Повести. — № 9. — 1981.
  - Радости и печали. Повести. — № 6. — 1984.
  - Мужская школа. Роман. — № 5. — 1996.
- Лихоносов В.
  - Когда же мы встретимся? Роман. — № 23/24. — 1980.
  - Наш маленький Париж. Роман. — № 17, 18. — 1989.
  - Из блестящего казачьего рода. Очерк. — № 9-10. — 1993.
  - Внук генерала Корнилова. Рассказ. — № 19. — 1995.
  - Святые колокола. Рассказ. — № 16. — 1996.
- Личутин В.
  - Крылатая Серафима. Повести. — № 9. — 1982.
  - Любостай. Роман. — № 17, 18. — 1990.
  - Венчание на царство. Роман. Кн. 1. — № 4. — 1994.
  - Крестный путь. Кн. 2. — Роман. — № 7-9. — 1995; 23-24. — 1997.
  - Вознесение. Роман. — № 3. — 1998.
  - Фармазон. Роман. — № 23-24. — 1999.
  - Домашний философ. Повесть. — № 3. — 2001.
  - Миледи Ротман. Роман. — № 20, 21. — 2002.
- Логинов-Лесняк П.
  - Дикое поле. Роман. — № 5. — 1928.
- Лодойдамба Ч.
  - Прозрачный Тамир. Роман; с монгольского. — № 14. — 1966.
- Лойко Н.
  - Молодые люди. Роман. — № 1. — 1955.
- Лорд Дансени
  - Средство доктора Кейбера. Рассказ; с английского. — № 15. — 1991.
- Лордкипанидзе К.
  - Так давалась победа. Рассказ; с грузинского. — № 10. — 1970.
- Лощиц, Юрий Михайлович
  - Дмитрий Донской. Роман. — № 9-10. — 1989.
- Лукаш И.
  - Вьюга. Роман; рассказы. — № 6. — 2003.
- Луконин М.
  - Приду к тебе; Фронтовые стихи. — № 10. — 1995.
- Льюис, Норман
  - Вулканы над нами. Роман; с английского. — № 11. — 1965.
- Лясковский В., Котов М.
  - Курган. Повесть. — № 4. — 1978.
- Ляшко Н.
  - В разлом. Повесть. — № 5. — 1929.
  - Доменная печь. Повесть. — № 19. — 1929.

### М
- Майе А.
  - Как я стала писательницей (Отрезанные пальцы). Рассказ; с английского. — № 15. — 1991.
- Маканин В.
  - Предтеча. Роман. — № 16. — 2002.
- Максимов В.
  - Заглянуть в бездну. Роман. — № 4. — 2000.
- Малышев В.
  - Поединщик. — № 11. — 1996.
- Мальцев Е.
  - От всего сердца. Роман. — № 9, 10. — 1949.
  - Войди в каждый дом. Роман. Кн. 1. — № 13, 14. — 1961.
- Мамедханлы Э.
  - Он вернулся в песнях. Рассказ; с азербаджанского. — № 10. — 1970.
- Мандершайд Р.
  - Рай земной. Рассказ; с немецкого. — № 15. — 1991.
- Марков Г.
  - Соль земли. Роман. — № 7, 8. — 1960.
  - Отец и сын. Роман (Кн. 1). — № 7. — 1963.
  - Отец и сын. Роман (Кн. 2). — № 24. — 1964.
  - Повести. — № 9. — 1976.
  - Сибирь. Роман (Кн. 1). — № 23, 24. — 1971.
  - Сибирь. Роман (Кн. 2). — № 1. — 1974.
- Мартинес Х.-Г.
  - Двойники. Рассказ; с испанского. — № 15. — 1991.
- Мартинкус В.
  - Чужой огонь ног не греет. Повесть; с литовского. — № 22. — 1977.
- Марцинкявичус Ю.
  - Сосна, которая смеялась. Повесть; с литовского. — № 8. — 1963.
  - Поэма Прометея; с литовского. — № 18. — 1978.
- Марченко А.
  - Третьего не дано. Роман. — № 11. — 1974.
  - Возвращение. Роман. — № 24. — 1986.
- Марченко В.
  - Год без весны. Повесть. — № 12. — 1978.
- Матевосян, Грант Игнатьевич
  - Хозяин. Повесть; с армянского. — № 23. — 1989.
- Матушкин В.
  - Любаша. Повесть. — № 13. — 1966.
- Мачеек В.
  - В бою. Рассказ; с польского. — № 21. — 1969.
- Машук Б.
  - Трудные километры. Повесть. — № 5. — 1976.
- Маяковский В.
  - Хорошо! (Отрывок из поэиы). — № 10. — 1932.
  - Рассказ Хренова о Кузнецкстрое и о людях Кузнецка. — № 11. — 1994.
- Медведев, Юрий Михайлович
  - Протей. Повесть. — № 12. — 1989.
- Межиров А.
  - Стихотворения. — № 10. — 1995.
- Мележ И.
  - Люди на болоте. Роман; с белорусского. — № 5. — 1963.
  - Дыхание грозы. Роман; с белорусского. — № 9, 10. — 1969.
- Мельников Н. А.
  - Щепки. Повесть. — № 11. — 1999.
- Мештерхази Л.
  - В нескольких шагах — граница. Роман; с венгерского. — № 19. — 1959
  - Великолепная рыбалка. Повесть; с венгерского. — № 8. — 1980.
- Мещерская Е.
  - Жизнь некрасивой женщины. — 3 13. — 1997.
- Минач В.
  - На переломе. Рассказ; со словацкого. — № 21. — 1969.
- Митчелл М.
  - Унесённые ветром. Роман — № 5-7. — 1993; № 13-14. — 1993.
- Митрофанов И.
  - Бондарь Грек; Свидетель. Повести. — № 19. — 1999.
- Михайлов О.
  - Час разлуки. Роман. — № 23. — 1981.
  - Забытый император (Александр III). Роман. — № 18. — 1997.
- Михальский В.
  - Баллада о старом оружии. Повести. — № 22. — 1980.
- Михановский, Владимир Наумович
  - Элы. — № 5-6. — 1988.
- Можаев, Борис Андреевич
  - Мужики и бабы. Роман-эпопея. Кн. 2. — № 5, 6. — 1989.
- Мунгонов Б.
  - Хилок наш бурливый. Роман; с бурятского. — № 10. — 1961.
- Муравьёв П.
  - Полюс Лорда. Роман. — № 19-20. — 1992.
- Муратов И.
  - Буковинская повесть; с украинского. — № 4. — 1952.
- Мурзаков В.
  - Семья. Повесть. — № 22. — 1977.
- Мусрепов Г.
  - Аклима. Рассказ; с казахского. — № 10. — 1970.
- Муссалитин В.
  - Рассказы. — № 22. — 2001.
- Мухаммадиев Ф.
  - Домик на окраине. Повесть; с таджикского. — № 22. — 1966.
- Мухтар А.
  - Сёстры. Роман; с узбекского. — № 9. — 1958.
- Мушкетик Ю.
  - Позиция. Роман; с украинского. — № 20, 21. — 1983.
- Мэсси Р. К.
  - Николай и Александра. Роман (отрывок); с английского. — № 2. — 1995.
- Мянник Э.
  - Стальной трос. Рассказ; с эстонского. — № 10. — 1970.

### Н
- Нагаев Г.
  - Пионеры Вселенной. Трилогия. — № 6. — 1973.
  - Ради счастья. — № 12. — 1976.
- Нагибин Ю.
  - Один на один. Повести. — № 5. — 1980.
  - Дорожное происшествие. Повести. — № 18. — 1983.
  - Сильнее всех иных велений (Князь Юрка Голицын). Повесть — № 17. — 1988.
  - Ваганов. Рассказ. — № 10. — 1995.
- Наджми К.
  - Весенние ветры. Роман; с татарского. — № 1, 2. — 1952.
- Наровчатов С.
  - Стихотворения. — № 10. — 1995.
- Наседкин Ф.
  - Великие голодранцы. Повесть. — № 13. — 1969.
- Науменко И.
  - Замять желтолистья. Повесть; с белорусского — № 3. — 1980.
- Нгуен Динь Тхи
  - В огне. Повесть; с вьетнамского. — № 23. — 1968.
- Неверли И.
  - Парень из Сальских степей. Повесть; с польского. — № 1. — 1958.
- Немченко Г.
  - Проникающее ранение. Повесть. — № 24. — 1984.
  - Вороной с походным вьюком. Роман; Последнее рыцарство, Возвращение наших. Рассказы; Далёкий путь к ближнему. — № 9-10. — 1993.
  - «Хочешь, дам сюжет?…»; Хоккей в сибирском городе. Рассказы. — № 11. — 1994.
  - Лава. — № 15. — 1995.
  - Воспоминание о Красном Быке. Рассказ. — № 11. — 1999.
  - Голубиная связь. Повесть. — № 22. — 2000.
- Никитин Н.
  - Северная Аврора. Роман. — № 7, 8. — 1951.
- Никифоров Г.
  - Встречный ветер. Роман. — № 20. — 1930.
- Николаев С. Л.
  - Шемякины дни. Роман. — № 11. — 2002.
- Николаева Г.
  - Жатва. Роман. — № 4, 5. — 1951.
  - Битва в пути. Роман. — № 21-23. — 1958.
- Никольский Н.
  - Ночь на Днепре. Повесть. — № 10/11. — 1985.
- Никонов Н.
  - След рыси. Повесть. — № 24. — 1983.
- Никонова Л.
  - Достоевский и Исаева: венчание в Кузнецке. Очерк; Ангел престола. Рассказ. — № 11. — 1994.
  - Струна звенит в тумане. Рассказ. — № 11. — 1996.
- Никулин Л.
  - Дипломатическая тайна. — № 4. — 1927.
  - Мёртвая зыбь. Роман-хроника. — № 16. — 1966.
- Никулин М.
  - Полая вода. Повесть. — № 13. — 1957.
- Нилин П.
  - Жестокость. Испытательный срок. Повести. — № 7, 8. — 1957.
  - Через кладбище. Повесть. — № 14. — 1962.
- Ничик Н.
  - Рассказы. — № 11. — 1996.
- Ниязи Ф.
  - Хуррам-почтальон. Рассказ; с таджикского. — № 10. — 1970.
- Новиков-Прибой А.
  - Ухабы. Подводники. Повести. — № 9. — 1928.
  - Женщина в море. Ералашный рейс. Повести. — № 14. — 1928.
  - Солёная купель. Роман. — № 14. — 1929.
  - Цусима. Роман. Кн. 1. — № 5, 6. — 1932; Кн. 2. — № 1, 2. — 1935.
- Нолль Д.
  - Приключения Вернера Хольта. Роман; с немецкого. — № 17, 18. — 1962.
- Носов Е.
  - В чистом поле за просёлком. Повести. — № 2. — 1974.
  - Усвятские шлемоносцы. Повесть. — № 20. — 1977.
  - Красное вино Победы. Повесть. — № 10. — 1995.
  - Яблочный Спас. — № 21-22. — 1997.
  - Кулики-сороки; Карманный фонарик. Рассказы. — № 19. — 1998.
  - Шопен, соната номер два. Повесть. — № 8. — 2000.
  - Хутор Белоглин. Сборник повестей. — № 17. — 2000.
  - Рассказы. — № 7. — 2002.
- Нурпеисов А.
  - Сумерки. Роман; с казахского. — № 4. — 1966.
  - Кровь и пот. Трилогия; с казахского. — № 19, 20. — 1973.

### О
- Обухова Л.
  - Глубынь-городок. Повесть. — № 1. — 1956.
- Овечкин В.
  - Районные будни. Очерки. — № 1, 2. — 1957.
  - С фронтовым приветом. Повесть. — № 5. — 1946.
- Овчинников В.
  - Сакура и дуб. — № 3, 4. — 1987.
- Олдридж Д.
  - Охотник. Роман; с английского. — № 9. — 1954
  - Не хочу, чтобы он умирал. Роман; с английского. — № 12. — 1958.
  - Удивительный монгол. Повесть; с английского. — № 21. — 1978.
- Олейник Б.
  - Князь тьмы. Эссе. — № 4. — 1993.
- Ольбрахт И.
  - Анна-пролетарка. Роман; с чешского. — № 15. — 1929.
- Ольшанский А.
  - Рассказы (Рекс, Смерть Тамары, Слепой дождь). — № 14. — 1977.
- Орлов В. Е.
  - Пушкин. Киноповесть (совм. с Н. Бурляевым). — № 18. — 1998.
- Орлов С.
  - Стихотворения. — № 10. — 1995.
- Осипов В.
  - Михаил Шолохов. Годы, спрятанные в архивах… — № 3. — 1995.
- Островский Н.
  - Как закалялась сталь. — 10-11. — 1935.
  - Рождённые бурей. — № 1. — 1937.
- Отеро Сильва М.
  - Пятеро, которые молчали. Роман; с испанского. — № 3. — 1966.
- Отченашек Я.
  - Гражданин Брих. Роман; с чешского. — № 4, 5. — 1957.
  - Хромой Орфей. Роман; с чешского. — № 6, 7. — 1968.

### П
- Павленко П.
  - На Востоке. Роман. Кн. 1. — № 9, 10. — 1936; Кн. 2. — № 2. — 1937.
  - Счастье. Роман. — № 11, 12. — 1947.
- Павлов О. О.
  - Казённая сказка. Повесть. — № 15. — 1997.
- Павлов С. И.
  - Лунная радуга. Роман. Кн. 1. — № 18. — 1987; Кн. 2. — № 5-6. — 1988.
- Падерин И.
  - На Крутояре. Повесть. — № 6. — 1975.
  - Ожоги сердца. Падерин, Иван Григорьевич. Документальная повесть. — № 2. — 1983.
- Панова В.
  - Спутники. Повесть. — № 3. — 1947.
  - Кружилиха. Роман. — № 6. — 1948.
  - Времена года. Роман. — № 2. — 1954.
  - Листок с подписью Ленина. — № 8. — 1970.
- Панфёров Ф.
  - Бруски. Роман. Кн. 1. — № 3. — 1928; Кн. 2. — № 6, 8. — 1930; Кн. 3. — № 6, 7. — 1933; Кн. 4. — № 6, 7. — 1937.
  - Волга-матушка река. Роман. — № 4, 5. — 1954.
  - Раздумье. Роман. — № 19, 20. — 1958.
- Паустовский Г.
  - Колхида. Озерный фронт. Повести. — № 10. — 1934.
- Пеннанен Э.[англ.]
  - Последний ребёнок мужского пола. Рассказ; с финского. — № 15. — 1991.
- Первенцев А.
  - Кочубей. Роман. — № 10, 11. — 1937.
  - Остров надежды. Роман. — № 17. — 1968.
  - Секретный фронт. Роман. — № 3. — 1974.
  - Чёрная буря. Роман. — № 13. — 1975.
- Первомайский Л.
  - Дикий мёд. Роман; с украинского. — № 9, 10. — 1963.
- Пермитин Е.
  - Ручьи весенние. Роман. — № 14. —1958.
  - Первая любовь. Роман. — № 19. — 1966.
  - Поэма о лесах. — № 19. — 1970.
- Пермяк Е.
  - Старая ведьма. Роман. — № 24. — 1961.
  - Горбатый медведь. Роман. — № 19. — 1965.
- Песков В.
  - Дороги и тропы. Очерки. — № 11. — 1976.
  - Таёжный тупик. — № 17. — 2001.
- Пестунов С.
  - Белая птица — лебедь. Повесть. — № 12. — 1974.
- Петров А.
  - Небесный огонь. Роман. — № 7. — 2000.
- Петров Е., Ильф И.
  - Одноэтажная Америка. — № 4, 5. — 1937.
- Петров М. Г.
  - Жизнеописание Дмитрия Шелехова. — № 2. — 1996.
- Петросян В.
  - Прожитые и непрожитые годы (Армянские этюды); с армянского. — № 16. — 1980.
  - Армянские эскизы. Повесть; с армянского. — № 23-24. — 1988.
- Петцольд А.
  - Суровая жизнь. Роман; с немецкого. — № 8. — 1927.
- Пикуль В.
  - Реквием каравану PQ-17. — № 9. — 1984.
  - Крейсера. Роман. — № 19. — 1986.
  - Фаворит. Роман. Т. 1. — № 9, 10. — 1987.; Т. 2. — № 13, 14. — 1988.
  - Каторга. Роман — № 13-14. — 1989.
  - Честь имею. Роман. — № 13, 14. — 1990.
  - Нечистая сила. Роман. — № 1—3. — 1991.
  - Барбаросса. Роман. — № 15-16, 17-18. — 1992.
  - Три возраста Окини-сан. Роман. — № 17-18. — 1993.
  - Солдат Василий Михайлов, Мешая дело с бездельем, Потомок Владимира Мономаха, Чтобы мы помнили… Рассказы. — № 9-10. — 1994.
  - Рассказы. — № 13. — 1998.
- Пиллэ Т. Ш.
  - Креветки. Две меры риса. Романы; с малаялам. — № 9. — 1962.
- Платонов А.
  - В сторону заката солнца. Рассказ. — № 10. — 1970.
  - Сын народа. Рассказ. — № 10. — 1995.
- Плевицкая Н.
  - Мой путь с песней. — № 2. — 2000.
- Плетнёв А.
  - Шахта. Роман. — № 2. — 1981.
- Плеханов С.
  - Дорога на Урман. Повесть. — № 10. — 1986.
- Плугарж З.
  - Если покинешь меня… Роман; с чешского. — № 17, 18. — 1960.
  - Плотина заминирована. Рассказ; с чешского. — № 21. — 1969.
- Побожий А.
  - Второй путь к океану. — № 5. — 1976.
- Поволяев В.
  - Горячие дни в холодную пору. Повесть. — № 12. — 1974.
  - Трасса. Повесть. Поволяев, Валерий Дмитриевич. — № 3. — 1981.
- Погодин Н.
  - Янтарное ожерелье. Роман. — № 13. — 1960.
- Поженян Г.
  - «Вернёшься — ты будешь героем…» Стихотворение. — № 10. — 1995.
- Полевой Б.
  - Повесть о настоящем человеке. — № 6, 7. — 1947.
  - Глубокий тыл. Роман. — № 2, 3. — 1959.
  - На диком бреге. Роман. — № 21, 22. — 1962.
  - Доктор Вера. Повесть. — № 3. — 1967.
  - В конце концов. (Нюрнбергские дневники). — № 6. — 1969.
  - Анюта. Повесть. — № 11. — 1977.
- Поляков Ю.
  - Козлёнок в молоке. Роман. — № 14. — 1996.
  - Небо падших; Демгородок. Повести. — № 15. — 2002.
- Попеску Д. Р.
  - Машина. Рассказ; с румынского. — № 21. — 1969.
- Попов В.
  - Сталь и шлак. Роман. — № 11. 12. — 1949.
  - Разорванный круг. Роман. — № 15. — 1968.
  - Обретёшь в бою. Роман. — № 6, 7. — 1970.
  - И это называется будни… Роман. — № 7, 8. — 1979.
- Порджес А.
  - Погоня. Рассказ; с английского. — № 15. — 1991.
- Поселянин Е.
  - Сказание о святых вождях Земли Русской. Очерк. — № 13-14. — 1994.
- Посмыш З.
  - Пассажирка. Повесть; с польского. — № 18. — 1964.
- Потанин В.
  - Над зыбкой. Повесть. — № 12. — 1976.
  - Пристань. Повести. — № 21. — 1986.
  - Снег. Повесть. — № 19. — 1995.
  - Мой муж был лётчик-испытатель. Повесть. — № 24. — 2000.
- Почивалин Н.
  - Мои Большие Хутора. Среди долины ровныя. Повести. — № 21. — 1972.
  - …Жил человек. Роман. — № 5. — 1975.
- Преда М.
  - Тёмные окна. Рассказ; с румынского. — № 21. — 1969.
- Прилежаева М.
  - Удивительный год. Повесть. — № 13. — 1967.
  - Три недели покоя. Повесть. — № 17. — 1969.
- Прокофьев А.
  - Эпоха. Стихотворение. — № 10. — 1932.
- Пронин В.
  - Брызги шампанского. Роман. — № 13, 14. — 2002.
- Проскурин П.
  - Горькие травы. Роман. — № 3, 4. — 1965.
  - Исход. Роман. — № 11, 12. — 1967.
  - Судьба. Роман. — № 21—23. — 1973.
  - Имя твоё. Роман. — № 13—16. — 1978.
  - Чёрные птицы. Повести. — № 1. — 1983.
  - Порог любви. Повестью — № 15, 16. — 1987.
  - Отречение. Роман. Кн. 1. — № 19. — 1989; Кн. 2. — № 21, 22. — 1990.
  - Седьмая стража. Роман. — № 21-22. — 1995.
  - Азь воздам, Господи. Повесть; Лицом к лицу. Повесть. Тайга. Повесть; Рассказы. — № 14. — 1998.
  - Число зверя. Роман. — № 1—2. — 1999.
  - Молитва предчувствия. Повесть; Рассказы. — № 1. — 2001.
- Проханов А.
  - Дерево в центре Кабула. Роман. — № 15. — 1982.
  - Дворец. Роман. — № 4. — 1996.
  - Чеченский блюз. Роман. — № 5. — 2001.
  - Идущие в ночи. Роман. — № 16. — 2001.
  - Господин Гексоген. Роман. — № 1, 2. — 2003.
- Пуиг Х. С.
  - Бертильон 166. Роман; с испанского. — № 7. — 1961.
- Пфлаумер Н. А.
  - Моя семья. — № 12. — 1940.

### Р
- Радичков Й.
  - Жаркий полдень; с болгарского. — № 21. — 1969.
- Радищев Л.
  - Ночной разговор. Очень далёкий день (рассказы). — № 8. — 1970.
- Ракша И.
  - Весь белый свет. Повести. — № 10. — 1981.
- Расим Х.
  - Ночное свидание братьев. Рассказ; с лезгинского. — № 14. — 1977.
- Раскова М.
  - Записки штурмана. — № 2, 3. — 1939.
- Распутин В.
  - Василий и Василиса. Уроки французского. — № 21. — 1976.
  - Последний срок. Деньги для Марии. Повести. — № 23. — 1976.
  - Живи и помни. Повесть. — № 7. — 1978.
  - Век живи-век люби. Повесть. — № 17. — 1984.
  - Пожар. Повесть. — № 8. — 1986.
  - Вниз по Лене-реке. Очерк; Рассказы. — № 17. — 1995.
  - Поминный день. Рассказ. — № 11. — 1996.
  - Рассказы. — № 9. — 1997.
- Рахим И.
  - Судьба. Роман; с узбекского. — № 11. — 1966.
- Рашидов Ш.
  - Сильнее бури. Роман; с узбекского. — № 8. — 1959.
  - Могучая волна. Роман; с узбекского. — № 20. — 1964.
  - Победители. Роман; с узбекского. — № 22. — 1974.
- Рекемчук А.
  - Всё впереди. Время летних отпусков. Повести. — № 22. — 1959.
  - Молодо-зелено. Повесть. — № 6. — 1962.
- Ремарк. Э.-М.
  - На западном фронте без перемен. Роман; с немецкого. — № 2. — 1930.
- Рогов А.
  - Давняя пастораль. Роман. — № 11-12. — 1993.
  - Ванька Каин. Роман. — № 1. — 2000.
  - Повести (Голубой день; Доношение; Махонька). — № 1. — 2002.
- Романадзе Ш.
  - Родник Горного Кембера. Повесть; с грузинского. — № 14. — 1977.
- Росоховатский, Игорь Маркович
  - Законы лидерства. Повесть. — № 12. — 1989.
- Романов К., Вел. кн.
  - Стихи, Дневник. — № 19. — 1994.
- Рубинштейн Л.
  - Тропа самураев. Повесть. — № 11. — 1934.
- Рубцов Н.
  - Видения на холме. Стихотворение. — № 21. — 2001.
- Рудаев Б.
  - «Бочарная трава», Когда зима пахнет летом, Кто что берет на память… Рассказы. — № 11. — 1996.
- Рыбаков А.
  - Екатерина Воронина. Роман. — № 5, 6. — 1955.
  - Неизвестный солдат. Повесть. — № 22. — 1971.
  - Дети Арбата. Роман. — № 7, 8. — 1989.
  - Тридцать пятый и другие годы. Роман. — № 11, 12. — 1990.
  - Рыбас С.
  - Над нами Донбасс. Повесть. — № 5. — 1976.
- Рыжов И.
  - Блажной. Рассказ. — № 19. — 1995.
- Рытхэу Ю.
  - Время таяния снегов. Повесть. — № 13. — 1958.
  - Рисунок на бивне. — № 8. — 1970.
  - Сон в начале тумана. Роман. — № 11, 12. — 1972.
  - Конец вечной мерзлоты. Роман. — № 24. — 1979.

### С
- Садовяну М.
  - Митря Кокор. Повесть; с румынского. — № 3. — 1951
- Сажин П.
  - Капитан Кирибеев. Повесть. — № 3. — 1957
  - Севастопольская хроника. Повесть. — № 3, 4. — 1977.
- Саймак К.
  - Торговля в рассрочку. Повесть; с английского. — № 15. — 1991.
- Самбук Р.
  - Фальшивый талисман. Роман. — № 10. — 1986.
- Самойлов Д.
  - Стихотворения. — № 10. — 1995.
- Санги В.
  - Время добыч. Роман. — № 2. — 1977.
- Санин В.
  - За тех, кто в дрейфе. Повесть. — № 23. — !979
  - Семьдесят два градуса ниже нуля. Повесть. — № 13. — 1976.
- Сапожников В.
  - Счастливый Лазарев. Повесть. — № 21. — 1976.
- Сартаков С.
  - Горный ветер. Повесть. — № 17. — 1957.
  - Не отдавай королеву. Повесть — № 1. — 1961.
  - Ледяной клад. — № 22, 23. — 1963.
  - Философский камень. Роман. Кн. 1. — № 7. — 1966; Кн. 2. — № 15, 16. — 1971.
  - Жаркий летний день. — № 8. — 1970.
  - А ты гори, звезда. Роман. — № 14—16. — 1975.
  - Свинцовый монумент. Роман. — № 19, 20. — 1981.
- Сафонов В.
  - Николай Рубцов. Повесть. — № 21. — 2001.
- Сахнин А.
  - Тучи на рассвете. — № 7. 8. — 1954.
- Свирский А.
  - История моей жизни. Повесть. Кн. 1. — № 3. — 1930; Кн. 2. — № 4. — 1932.
- Сегень А.
  - Тамерлан. Роман. — № 16. — 1997.
  - Державный. Роман. — № 11—12. — 1998.
  - Евпраксия. Роман. — № 4. — 1999.
  - Абуль-Аббас — любимый слон Карла Великого. Роман. — № 20. — 2001.
- Седых К.
  - Отчий край. Роман. — № 4, 5. — 1958.
- Селихов К.
  - Необъявленная война. — № 24. — 1985.
- Селлингс А.
  - Рука помощи. Рассказ. — № 15. — 1991.
- Семанов Н.
  - Под чёрным знаменем: жизнь и смерть Нестора Махно. Эссе. — № 4. — 1993.
- Себмен С.
  - Родина моя, прекрасный мой народ! Роман; с французского. — № 14. — 1959.
  - Тростинки господа Бога. Роман; с французского. — № 20. — 1962.
- Семенихин Г.
  - Космонавты живут на земле. Роман. — № 7, 8. — 1969.
  - Хмурый лейтенант. Рассказ. — № 10. — 1970.
  - Взлёт против ветра. Повесть. — № 16. — 1974.
  - Новочеркасск. Роман. Кн. 1, 2. — № 7, 8. — 1984.
- Семёнов Г.
  - Вольная натаска. Роман. — № 9. — 1979.
- Семёнов С.
  - Наталья Тарпова. Роман. — № 21-23. — 1929.
- Семёнов Ю.
  - ТАСС уполномочен заявить… Повесть. — № 20. — 1980.
  - Приказано выжить. Роман. — № 13. — 1984.
  - Экспансия. Роман. Кн. 1. — № 17, 18. — 1986.
  - Экспансия II. Роман. — № 19, 20. — 1988.
  - Экспансия III. Роман. — № 15, 16. — 1990.
- Семлер-Болдырева Е.
  - Москва обретенная. — № 17. — 1997.
- Сёмин В.
  - Нагрудный знак «ОСТ». Роман. — № 19. — 1978.
- Сёмушкин Т.
  - Алитет уходит в горы. Роман. — № 6, 7. — 1949.
- Серафимович А.
  - Железный поток. Роман. — № 18. — 1928.
- Сергеев Ю.
  - Самородок. Роман. — № 5. — 1986.
  - Наследница. Повесть. — № 2. — 1993.
  - Крепость духа русскаго. Очерк. — № 21-24. — 1993.
  - Княжий остров. Роман. — № 22. — 1994.
- Серебряков, Геннадий Викторович
  - Денис Давыдов. Роман. — № 11-12. — 1988.
- Серебрякова Г.
  - Вершины жизни. (Историко-биографический роман). — № 3, 4. — 1963.
  - Предшествие. Роман. — № 10. — 1966.
- Сериков В.
  - Договор по совести (Записки строителя). — № 7. — 1986.
- Сибикин В.
  - Сокол. Рассказ. — № 11. — 1996.
- Сибирцев С.
  - Очарованный Москвою путник. Сборник. — № 12. — 2001.
- Сидоров В. М.
  - Гори, гори ясно. Повесть. — № 8. — 2001.
- Сизов Н.
  - Наследники. Роман. — № 14. — 1971.
  - Конфликт в Приозёрске. Повесть. — № 23. — 1981.
- Сизоненко А.
  - Степь. Роман; с украинского. — № 10, 11. — 1984.
- Силлитоу А.
  - Ключ от двери. Роман; с английского. — № 16. — 1964.
- Симонов К.
  - Дни и ночи. Повесть. — № 9, 10. — 1946.
  - Живые и мёртвые. Роман. — № 3, 4. — 1960.
  - Солдатами не рождаются. Роман. Кн. 1. — 1, 2. — 1964; Кн. 2. — № 13, 14. — 1964.
  - Пехотинец. Рассказ. — № 10. — 1970.
  - Последнее лето. Роман. — № 17, 18. — 1971.
  - Двадцать дней без войны. (Из записок Лопатина). Повесть. — № 12. — 1973.
  - Мы не увидимся с тобой. (Из записок Лопатина). Повесть. — № 17. — 1978.
- Синклер Э.
  - Они не пройдут. Роман; с английского. — № 8. — 1937.
- Скатов Н.
  - Пушкин. Роман. — № 8. — 1994.
- Скворцов К.
  - Смутное время; Георгий Победоносец. Пьесы. — № 12. — 1997.
- Скоп Ю.
  - Техника безопасности. Роман. — № 21/22. — 1982.
- Скотт Л.
  - Секретарь профессионального союза. Роман; с английского. — № 18. — 1929.
- Скуиньш З.
  - Молодые. (Внуки Колумба). Повесть; с латышского. — № 23. — 1961.
  - Кровать с золотой ножкой. Роман; с латышского. — № 20. — 1989.
- Скульский Г.
  - В далёкой гавани. Роман.— № 7, 8. — 1953.
- Слепухин Ю.
  - Южный крест. Роман. — № 12. — 1982.
- Слонимский М.
  - Повесть о Левинэ. — № 3. — 1935.
- Смирнов В.
  - Сыновья. Роман. — № 4, 5. — 1947.
  - Открытие мира. Роман. — № 7. — 1965.
  - Весной семнадцатого. Роман. — № 9. — 1968.
- Смирнов В.
  - Тревожный месяц вересень. Повесть. — № 4. — 1973.
  - Жду и надеюсь. Повесть. — № 9. — 1980.
  - Заулки. Повесть. — № 3-4. — 1989.
- Смирнов О.
  - Прощание. — № 19, 20. — 1979.
  - Неизбежность. — № 16, 17. — 1985.
- Смолич Ю.
  - Первая встреча. Рассказ; с украинского. — № 8. — 1970.
- Смуул Ю.
  - Ледовая книга; с эстонского. — № 18. — 1959.
- Смэдли А.
  - Рассказы о Китайской Красной Армии; с английского. — № 4. — 1935.
- Соболев А.
  - Награде не подлежит. Повесть. — № 24. — 1983.
- Соболев Л.
  - Капитальный ремонт. Роман. — № 4, 5. — 1934.
  - Зелёный луч. Повесть. — № 4. — 1955.
  - Батальон четверых. Рассказ. — № 10. — 1970.
- Соколов В.
  - Однажды ночью. Рассказ. — № 10. — 1970.
- Соколов М.
  - Искры. Роман. Кн. 3. — № 20, 21. — 1967.
- Солженицын А.
  - Август Четырнадцатого. Роман. — № 23-24. — 1991№ № 1—3. — 1992.
  - Рассказы. — № 23-24. — 1998.
- Соловьёв Вс.
  - Княжна Острожская. Роман. — № 10. — 2001.
- Соловьёв Л.
  - Возмутитель спокойствия. Роман. — № 9, 10. — 1940.
- Солоухин В.
  - Владимирские просёлки. — № 6. — 1958.
  - Капля росы. — № 22. — 1960.
  - Продолжение времени и др. очерки. — № 18. — 1988.
  - Смех за левым плечом. Повесть. — № 10. — 1991.
  - Солёное озеро. Посесть. — № 15. — 1994.
  - Чаша. Повесть. — № 6. — 1998.
- Сослани Ш.
  - Речи рек. Поэма; с грузинского. — № 10. — 1932.
- Софронов А.
  - Честь рода. Рассказ. — № 10. — 1970.
- Стаднюк И.
  - Люди не ангелы. Роман. Кн. 1. — № 16. — 1963; Кн. 2. — № 12. — 1966.
  - Своими руками. Рассказ. — № 10. — 1970.
  - Война. Роман. Кн. 1. — № 2. — 1972.; Кн.2. — № 22. — 1975; Кн. 3. — № 4. — 1981.
  - Москва, 41-й. Роман. — № 18, 19. — 1985.
  - Меч над Москвой. Роман. — № 5. — 1990.
  - На столе … мина. Рассказ. — № 10. — 1995.
- Стейнбек Д.
  - Гроздья гнева. Роман; с английского. — № 1—3. — 1941.
  - Зима тревоги нашей. Роман; с английского. — № 15. — 1962.
- Стельмах М.
  - Над Черемошем. Повесть; с украинского. — № 6. — 1953.
  - Кровь людская — не водица. Роман; с украинского. — № 11. — 1957.
  - Правда и кривда. (Марко Бессмертный). Роман; с украинского. — № 3, 4. — 1962.
  - Гуси-лебеди летят. Повесть; с украинского. — № 1. — 1965.
  - Щедрый вечер. Повесть; с украинского. — № 16. — 1967.
  - Дума про тебя. Роман; с украинского. — № 9, 10. — 1972.
  - Четыре брода. Роман; с украинского. — № 7, 8. — 1982.
- Степанов В.
  - Серп Земли. Повесть в новеллах. — № 6. — 1981.
- Стиль А.
  - Первый удар. Роман; с французского. Кн. 1, 2. — № 7, 8. — 1952; Кн. 3. — № 6. — 1954.
  - Мы будем любить друг друга. Завтра — обвал. Романы; с французского. — № 21. — 1961.
- Стронг А.-Л.
  - Непобедимый Китай; с английского. — № 1. — 1939.
- Стрыгин А.
  - Расплата. Роман. — № 15. — 1967.
- Субботин В.
  - Как кончаются войны. Рассказы. — № 2. — 1966.
  - Мой гид. Рассказ. — № 10. — 1970; № 10. — 1995.
- Суворов Г.
  - Стихотворения. — № 10. — 1995.
- Сукачёв В.
  - Любава. Повесть. — № 21. — 1976.
- Сургучёв И.
  - Детство императора Николая II. Повесть. — № 2. — 1993.

### Т
- Тарба И.
  - Солнце встаёт у нас. Роман; с абхазского. — № 16. — 1972.
  - Глаза моей матери. Роман; с абхазского. — № 3. — 1984.
- Тарковский М. А.
  - Шыштындыр; Замороженное время. Повести. — № 24. — 2001.
- Твардовский А.
  - Василий Тёркин. Книга про бойца. — № 4. — 1946.
  - За далью — даль. Поэма. — № 8. — 1961.
- Тверяк А.
  - На отшибе. Роман. — № 10. — 1929.
- Тевекелян В.
  - За Москвою-рекою. Роман. Кн. 1. — № 23. — 1959; Кн. 2. — № 23. — 1966.
  - Гранит не плавится (записки чекиста). — № 12. — 1962.
- Тевелев М.
  - Свет ты наш, Верховина. Роман. — № 9, 10. — 1953.
- Тельпугов В.
  - Полынь на снегу. Повесть. — № 8. — 1975.
- Тендряков В.
  - Среди лесов. Повесть — № 10. — 1954.
  - Тугой узел. Повесть. — № 9. — 1956.
  - Весенние перевёртыши. Повесть — № 21. — 1974.
- Тиагу М.
  - До завтра, товарищи. Роман; с португальского. — № 9. — 1978.
- Тимонен А.
  - Дядя. Рассказ; с финского. — № 10. — 1970.
  - Мы карелы. Роман; с финского. — № 22. — 1972.
- Титов В.
  - Всем смертям назло. Повесть. — № 11. — 1968.
- Титов Г.
  - Голубая моя планета. Документальная повесть. — № 24. — 1972.
- Тихонов Н.
  - Повести. — № 14. — 1967.
  - Книга пути. Повесть. Рассказы. — № 24. — 1968.
  - Апрельский вечер. Рассказ. — № 8. — 1970.
  - Руки. Рассказ. — № 10.— 1970.
- Тихонов Ю.
  - Следствием установлено… Повесть. — № 10. — 1986.
- Ткаченко А.
  - Озеро беглой воды. Повесть. — № 1. — 1977.
- Толстой А.
  - Пётр Первый. Роман. — № 8, 9. — 1934.
  - Хлеб (Оборона Царицына). Повесть. — № 2, 3. — 1938.
  - Русский характер. Рассказ. — № 10. — 1970.
- Толстой Л.
  - Казаки. Повесть. — № 4. — 1928.
- Тохтамов Т.
  - Слово отца. Рассказ; с уйгурского. — № 24. — 1978.
- Травен Б.
  - Корабль смерти. Роман; с немецкого. — № 6. — 1928.
- Трапезников А.
  - Уговори меня бежать. Повесть. — № 7. — 1996.
  - И дам ему звезду утреннюю. Повесть. — № 17. — 1999.
  - Осень в Несвиже. Повесть. — № 15. — 2001.
- Трифонов Ю.
  - Утоление жажды. Роман. — № 20. — 1963.
- Троепольский Г.
  - Белый Бим Чёрное Ухо. Повесть. — № 2. — 1973.
- Турсун С.
  - С утра до вечера. Рассказ; с таджикского. — № 24. — 1978.
- Тюрк Х.
  - Смерть и дождь. Роман; с немецкого. — № 18. — 1969.
- Тютюнник Г.
  - Водоворот (роман)[укр.]. Роман; с украинского. — № 6, 7. — 1964.

### У
- Убогий Ю.
  - На этой земле. Повесть — № 12. — 1974.
- Углов, Фёдор Григорьевич
  - Из плена иллюзий. Сборник. — № 4. — 1988.
- Ульянов Н.
  - Атосса. Роман. — № 1. — 1994.
- Успенская. Т.
  - Шаман. Роман. — № 23. — 2000.
- Успенский, Владимир Дмитриевич
  - [Тайный советник вождя]. Кн. 1. — № 7. — 1991; Кн. 2. — № 8. — 1991; Кн. 3. — 8-9. — 1992; Кн. 4. — № 8. — 1993; Кн. 5. — № 12. — 1994; Кн. 6. — № 16. — 1995, № 12. — 1996, № 21. — 1996, № 8. — 1997, № 19. — 1997; Кн. 7. — № 9. — 1998, № 21. — 1998.
  - Отступление после Победы. Роман. — № 22. — 1999.
- Уханов И.
  - Окалина. Повесть. — № 23. — 1986.
- Уэлш Д.
  - Под землёй. Роман; с английского. — № 10. — 1928.

### Ф
- Фадеев А.
  - Разгром. Роман. — № 2. — 1929.
  - Последний из удэге. Роман Кн. 1. — № 16. — 1930; Кн. 2. — № 2. — 1933. — Кн. 3. — № 12. — 1935. — Кн. 4. — № 11. — 1940.
  - Молодая гвардия. Роман. — № 1—3. — 1946.
- Фаин Б.
  - Вахтовый посёлок. Повесть. — № 3. — 1981.
- Файзи Р.
  - Его величество Человек. Роман; с узбекского. — № 20. — 1972.
- Фаулз, Джон
  - Любовница французского лейтенанта. Роман; с английского. — № 5, 6. — 1991.
- Федин К.
  - Похищение Европы. Роман. Кн. 1. — № 7. — 1934.; Кн. 2. — № 7, 8. — 1936.
  - Первые радости. Роман. — № 7, 8. — 1946.
  - Необыкновенное лето. Роман. — № 2—5. — 1949.
  - Костёр. Роман. Кн. 1. — № 1-2. — 1962.
- Фёдоров А.
  - Подпольный обком действует (литерат. запись Е. Босняцкого). Кн. 1. — № 7. — 1948; Кн. 2. — № 2. — 1950.
- Фёдоров В. Д.
  - Женитьба Дон-Жуана. Поэма. — № 18. — 1978.
- Фёдоров Вл. В.
  - Песни гипербореев. Роман. — № 3. — 2003.
- Фёдоров Вл. И.
  - Чистый Колодезь. Повести. — № 19. — 1962.
- Фёдоров Ю.
  - Да не прощён будет. Роман. — № 17. — 2002.
- Фёдоров Г.
  - Когда наступает рассвет. Роман; с коми. — № 9, 10. — 1967.
- Фёдорова Н.
  - Семья. Роман. — №
- Федосеев Г.
  - Смерть меня поджидает. — № 14, 15. — 1963.
  - Злой дух Ямбуя. Повесть. — № 18. — 1966.
  - Последний костёр. Повесть. — № 24. — 1969.
- Фейхтвангер Л.
  - Братья Лаутензак. Роман; с немецкого. — № 9. — 1957.
- Филёв А.
  - Солноворот. Роман. — № 8. — 1968.
- Филоненко И.
  - Хлебопашец. Повесть. — № 23. — 1984.
- Фицджеральд Ф.-С.
  - Ночь нежна. Роман; с английского. — № 5-6. — 1994.
- Фоменко В.
  - Память земли. Роман. Кн. 1. — № 20. — 1961.
- Франке Г.
  - Второй экземпляр. Рассказ; с немецкого. — № 15. — 1991.
- Фрелек Р.
  - Возвращение. Роман; с польского. — № 17. — 1976.
- Фролов Л.
  - Звезда упала. Рассказ. — № 18. — 1979.
  - Сватовство. Повесть. — № 12. — 1984.
- Фурманов Д.
  - Чапаев. Роман. — № 7. — 1927.
  - Мятеж. Роман. — № 20. — 1929.
- Фучик Ю.
  - Слово перед казнью; с чешского. — № 1. — 1947.
- Фюман Ф.
  - Однополчане; с немецкого. — № 21. — 1969.
  - Повести; с немецкого. — № 20. — 1970.

### Х
- Хайрюзов В.
  - Отцовский штурвал. Повесть. — № 21. — 1984.
  - Плачь, милая, плачь! Повесть. — № 7. — 1996.
  - Сербская девойка. Повесть. — № 19. — 1998.
- Хакимов А.
  - Байга. Повесть; с башкирского. — № 18. — 1979.
- Халов П.
  - Пеленг 307. Повесть. — № 10. — 1962.
- Ханзадян С.
  - Жажду — дайте воды. Повесть; с армянского. — № 6. — 1974.
- Хезлоп Г.
  - Под властью угля. Роман; с английского. — № 6. — 1929.
- Хёльмебак С.
  - Андерсенам — ара! Повесть; с норвежского. — № 6. — 1977.
- Хикмет Н.
  - Романтика. Роман; с турецкого. — № 19. — 1963.
- Ходжер Г.
  - Конец большого дома. Роман. — № 12. — 1965.
- Холопов Г.
  - Докер. Роман. — № 15. — 1965.
- Хосои В.
  - Текстильщик Кодзи. Роман; с японского. — № 9. — 1930.

### Ц
- Цветаева М.
- Стихотворения. — № 6. — 1999.
- Цвигун С.
  - Мы вернёмся. Роман. — № 4. — 1974.

### Ч
- Чаковский А.
  - Год жизни. Повесть. — № 10. — 1957.
  - Дороги, которые мы выбираем. Роман. — № 14. — 1960.
  - Свет далёкой звезды. Повесть. — № 6. — 1963.
  - Невеста. Повесть. — № 6. — 1966.
  - Блокада. Роман. — № 11-12. — 1969; № 18. — 1970; № 7. — 1972; № 17, 18. — 1973; № 1—4. — 1976.
  - Победа (Политический роман). — № 14, 15. — 1979; № 18. — 1980.
  - Неоконченный портрет. Роман. — № 5. — 1984; № 1. — 1985.
  - Нюрнбергские призраки. Роман. Кн. 1. — № 22. — 1988; Кн. 2. — № 23. — 1990.
- Чейз, Дж.
  - Гриф — птица терпеливая. Роман; с английского. — № 11. — 1992.
  - Перстень Борджа. Отрывок из романа; с английского. — № 11. — 1992.
- Чендей И.
  - Птицы покидают гнёзда. Роман; с украинского. — № 21. — 1968.
- Черкасов А.
  - Хмель (Сказание о людях тайги). — № 22—24. — 1967.
- Черноусов А.
  - Практикант. Повесть. — № 12. — 1974.
- Чертова Н.
  - Саргассово море. Повесть. — № 24. — 1965.
- Чехов А.
- Избранные повести и рассказы. — № 17. — 1929.
- Чивилихин В.
  - Сибирские повести. — № 8. — 1965.
  - Над уровнем моря. Повесть. — № 13. — 1968.
  - Шведские остановки (путевые очерки). — № 23. — 1977.
  - Память. Роман-эссе. Кн. 1. — № 3, 4. — 1985; Кн. 2. — № 16, 17. — 1982.
- Чигринов И.
  - Плач перепёлки. Роман; с белорусского. — № 16. — 1979.
  - Оправдание крови. Роман; с белорусского. — № 17. — 1979.
  - Свои и чужие. Роман; с белорусского. — № 2. — 1987.
- Чиковани Г.
  - Февраль. Роман; с грузинского. — № 9. — 1973.
- Чобану И.
  - Кодры. Роман; с молдавского. — № 17. — 1958.
  - Кукоара. Роман; с молдавского. — № 11, 12. — 1979.
  - Подгоряне. Роман. — № 24. — 1987.
- Чопич Б.
  - Солдат и ребёнок; с сербохорватского. — № 21. — 1969.
- Чосич Д.
  - Солнце далеко. Роман; с сербохорватского. — № 4, 5. — 1956.
- Чуев Ф.
  - Ветер истории; Сто сорок бесед с Молотовым; Приёмный сын Сталина. — № 14. — 1999.
- Чумандрин М.
  - Фабрика Рабле. Роман. — № 15. — 1928.
- Чуяко Ю.
  - Сказание о железном волке. Роман; с адыгейского. — № 24. — 1991.

### Ш
- Шагинян М.
  - Первая Всероссийская. Роман-хроника. — № 5. — 1966.
  - Четыре урока у Ленина. — № 3. — 1970.
- Шамшурин В.
  - Минин и Пожарский. Повесть. — № 13. — 1996.
  - Меж двух огней (Без Бога). Повесть. — № 2. — 1998.
  - Неукротимый Гермоген. Роман. — № 21. — 1999.
  - Путник в ночи. Роман. — № 20. — 2000.
- Шамякин И.
  - Криницы. Роман с белорусского. — № 18, 19. — 1957.
  - Сердце на ладони. Роман; с белорусского. — № 10, 11. — 1964.
  - Хлеб; с белорусского. — № 8. — 1970.
  - Снежные зимы. Роман; с белорусского. — № 5, 6. — 1971.
  - Первый генерал. Бронепоезд «Товарищ Ленин». Повести; с белорусского. — № 8. — 1972.
  - Атланты и кариатиды. Роман; с белорусского. — № 19, 20. — 1975
  - Торговка и поэт. Брачная ночь. Повести; с белорусского. — № 9. — 1977.
  - Возьму твою боль. Роман; с белорусского. — № 18. — 1981.
  - Петроград — Брест. Роман; с белорусского. — № 3, 4. — 1986.
  - Великая княгиня. Роман; с белорусского. — № 17. — 1998.
- Шангин М.
  - Ни креста, ни камня. Роман. — № 22. — 1998.
- Шаррер А.
  - Без отечества. Роман; с немецкого. — № 12. — 1930.
- Шведов Я.
  - Юр-базар. — № 12. — 1929.
- Шевченко М.
  - Дорога через руины. Повесть. — № 10/11. — 1985.
- Шелудяков А.
  - Из племени кедра. Роман. — № 3. — 1973.
- Шерфиг Г.
  - Замок Фрюденхольм. Роман; с датского. — № 13, 14. — 1965.
- Шершер Л.
  - Стихотворения. — № 10. — 1995.
- Шесталов Ю.
  - Синий ветер каслания. Повесть; с манси. — № 9. — 1966.
  - Когда качало меня солнце. Повесть; с манси. — 19. — 1972.
- Шигин В.
  - Чесма. Роман. — № 6. — 1995.
- Шипов Я.
  - Отказываться не вправе. Рассказы из жизни современного прихода. — № 14. — 2000.
- Шишкин Е.
  - Распятая душа. Роман. — № 2. — 2002.
- Шмелёв И.
  - Няня из Москвы. Роман. — № 8. — 1996.
  - Неупиваемая Чаша; Человек из ресторана. Повести. № 16. — 1999.
  - Росстани. Повесть; Рассказы. — № 2. — 2001.
- Шолохов М.
  - Тихий дон. Роман. Кн. 1. Ч. 1-3. — № 7, 12. — 1928; Кн. 2. Ч. 4. — № 17. — 1928; Кн. 2. Ч. 5. — № 7. — 1929; Кн. 3. Ч. 6. — № 8, 9. — 1933; Кн. 4. Ч. 7. — № 5, 6. — 1938; Кн. 4. Ч. 8. — № 4, 5. — 1940.
  - Донские рассказы. — № 16. — 1929.
  - Поднятая целина. Роман Кн. 1. № 3-5. — 1933; Кн. 2. — № 5, 6. — 1960.
  - Они сражались за родину (главы из романа). № 1. — 1959.
  - Наука ненависти. Рассказ. — № 10. — 1970.
- Шпанов Н.
  - Первый удар. Роман. — № 6. — 1939.
- Штокман И.
  - Дальнее облако, Ромодин и Газибан. Рассказы. — № 22. — 2000.
- Штриттматтер Э.
  - Оле Бинкоп. Роман; с немецкого. — № 10. — 1966.
  - Что такое электричество. Рассказ; с немецкого. — № 21. — 1969.
- Штыгашев И.
  - Поступление в училище и продолжение учения шорца (алтайца) Ивана Матвеевича Штыгашева. — № 11. — 1994.
- Шубин А.
  - Непоседы. Повесть. — № 24. — 1960.
- Шугаев В.
  - Паром через Киренгу. Повесть. — № 5. — 1976.
  - Повести. — № 18. — 1977.
  - Арифметика любви. Повести. — № 11. — 1983.
- Шукшин В.
  - Рассказы. — № 17. — 1975.
- Шульц М. В.
  - Мы не пыль на ветру. Роман; с немецкого. — № 5, 6. — 1965.
- Шундик Н.
  - Быстроногий олень. Роман. — № 3, 4. — 1953.
  - В стране синеокой. Роман. — № 7, 8. — 1974.
  - Белый шаман. Роман. — № 22, 23. — 1978.
- Шуртаков С.
  - Славянский ход. Повесть. — № 11. — 1999.
  - Одолень-трава. Роман. — № 21. — 2000.
- Шутов И.
  - Апрель. Повесть. — № 12. — 1951.
- Шухов И.
  - Ненависть. Роман. — № 7, 8. — 1932.

### Щ
- Щукин М.
  - Имя для сына. Роман. — № 1. — 1988.

### Э
- Эрдберг О.
  - Мы куем мечи (Китайские новеллы). — № 24. — 1929.
- Эренбург И.
  - Не переводя дыхания. Роман. — № 6. — 1935.
  - Что человеку надо. Роман. — № 4. — 1938.
  - Падение Парижа. Роман. — № 3—5. — 1942.
- Эстремадура Х.
  - Спортивная жизнь. Рассказ; с испанского. — № 15. — 1991.
- Эчерли К.
  - Элиза, или Настоящая жизнь; с французского. — № 3. — 1969.

### Ю
- Югов А.
  - Страшный суд. Эпопея в двух романах. — № 7, 8. — 1973.

### Я
- Ябров А.
  - Колесница Пророка. Очерк. — № 11. — 1996.
- Яковлев А.
  - Октябрь. Роман. — № 8. — 1929.
- Яковлев Н.
  - Маршал Жуков (Страницы жизни). — № 1. — 1986; № 18. — 1994.
- Ямпольский Б.
  - Дорога испытаний. Повесть. — № 7. — 1955.
- Яневский С.
  - Конь большой как судьба. Рассказы; с македонского. — № 21. — 1969.
- Ян Мо
  - Песнь молодости. Роман; с китайского. — № 20, 21. — 1959.
- Яновский Ю.
  - Всадники. Роман; с украинского. — № 9. — 1935.
- Ясенский Б.
  - Я жгу Париж. Роман; с польского. — № 8. — 1928.
  - Человек меняет кожу; с польского. Кн. 1. — № 11, 12. — 1932; Кн. 2. — № 11, 12. — 1933.

### Сборники
- «В стороне от большого света». — № 13. — 1998.
- «В те грозные годы» (Повести о Великой Отечественной войне). — № 10/11. — 1985.
- «Военная проза». — № 8. — 2000.
- «Высшая мера». — № 18. — 1996.
- «Живая память». — № 10. — 1970.
- «Зарубежный детектив». — № 11. — 1992.
- «И снова встреча» (Сборник повестей писателей социалистических стран). — № 8. — 1980.
- «Кузнецкая крепость». Антология. — № 11. — 1994.
- «Кулики — сороки». — № 19. — 1998.
- «Куст шиповника». — № 19. — 1995.
- «Огненный передел». — № 11. — 1996.
- «Поиск» (Повести и рассказы молодых писателей). — № 24.— 1978.
- «Поэзия революции» (Сборник стихов). — № 21. — 1930.
- «Про Ленина рассказ…» (Сборник рассказов о В. И. Ленине). — № 8. — 1970.
- «Проза лейтенантов». — № 10. — 1995.
- «Рассказы писателей Болгарии, Венгрии, ГДР, Польши, Румынии, Чехословакии, Югославии». — № 21. — 1969.
- «Роковая спираль». — № 22. — 2000.
- «Сибирские дали» (Сборник повестей). — № 3. — 1981.
- «Следствием установлено» (Сборник детективных повестей). — № 10. — 1986.
- «Современная поэма». — № 21-22. — 1989.
- «Современная проза». — № 15. — 2001; № 22. — 2001; № 7. — 2003.
- «Современная проза Казахстана». — № 12. — 2002.
- «Современная фантастика». — № 12. — 1989.
- «Супруги, любившие уединение». Сборник-антология зарубежной фантастики. — № 15. — 1991.
- «Тихая моя родина». — № 21. — 2001.
- «Трудовые меридианы» (Сборник повестей). — № 12. — 1974.